# Francesco Crispi
Pour les articles homonymes, voir Crispi.
Francesco Crispi, né le 4 octobre 1818 à Ribera, près d'Agrigente, dans le royaume des Deux-Siciles et mort le 12 août 1901 à Naples, est un homme d'État du royaume d'Italie, d'origine arberesh.
Figure de proue du Risorgimento, il fut l'un des organisateurs de la révolution sicilienne de 1848 et joue un rôle de premier plan dans la préparation et le déroulement de l'expédition des Mille de Garibaldi, à laquelle il participa. D'abord mazzinien, il se convertit aux idéaux royalistes en 1864. Anticlérical et hostile au Vatican, il fut, après l'unification de l'Italie, quatre fois président du Conseil des ministres du 7 août 1887 au 6 février 1891, puis du 15 décembre 1893 au 14 juin 1896. Au cours de la première période, il était également ministre des Affaires étrangères et ministre de l'Intérieur, au cours de la seconde, il était également ministre de l'Intérieur. Il a été le premier Sudiste à devenir Premier ministre.
En politique étrangère, il cultive l'amitié avec l'Allemagne, qui fait partie avec l'Italie et l'Autriche de la Triple Alliance. Il s'oppose presque toujours à la France, contre laquelle il renforce l'armée et la marine.
Ses gouvernements se distinguent par d'importantes réformes sociales (comme le code Zanardelli, qui abolit la peine de mort et introduit la liberté de grève), mais aussi par la guerre contre les anarchistes et les socialistes, dont les soulèvements des Faisceaux siciliens (Fasci Siciliani) sont réprimés par la loi martiale. Dans le domaine économique, son quatrième gouvernement a amélioré les conditions du pays. Cependant, Crispi soutient une politique coloniale coûteuse en Afrique qui, après quelques succès, conduit à la défaite d'Adoua en 1896, un événement qui met fin à sa carrière politique. Son principal adversaire politique est Giovanni Giolitti qui le remplace à la tête du pays.

## Biographie

### Origines et jeunesse
La famille de Francesco Crispi était originaire de Palazzo Adriano, près de Palerme, et appartenait à la minorité albanaise (Arberèches) de Sicile. Le grand-père paternel de Crispi, également prénommé Francesco (1763-1837), était un prêtre catholique de rite oriental du clergé italo-albanais,.
Son fils aîné, Tommaso (1793-1857), s'installe à Ribera, épousant une riche veuve, Giuseppa Genova (morte en 1853). Il s'établit comme administrateur d'un important propriétaire terrien de la région, le duc de Ferrandina. Du mariage de Tommaso et Giuseppa, le 4 octobre 1818, naît à Ribera le premier fils du couple, Francesco Crispi, deuxième de neuf enfants, qui est baptisé selon le rite byzantin,.
Le jeune Francesco, âgé de 5 à 6 ans, est envoyé dans une famille de Villafranca pour recevoir une éducation. En 1829, à l'âge de onze ans, il entre au séminaire italo-albanais de Palerme, où il reçoit une éducation classique et développe une passion pour l'histoire. Le recteur de l'institut est Giuseppe Crispi, frère de Tommaso, évêque ordonnateur du « rite grec » des Albanais de Sicile, philologue, spécialiste de la Grèce et de l'Albanie, auteur de plusieurs études sur les Albanais et leur origine pélagique-illirique. Le jeune Francesco reste au séminaire jusqu'en 1834 ou 1835, période durant laquelle son père, devenu maire de Ribera, connaît de grandes difficultés politiques, sanitaires et financières.
À la même époque, Francesco rencontre le poète et médecin Vincenzo Navarro, dont l'amitié marque son initiation au romantisme. En 1835, il s'inscrit à la faculté de droit de l'université de Palerme et, deux ans plus tard, il tombe amoureux de Rosina D'Angelo, la fille d'un orfèvre. Malgré l'interdiction de son père, Crispi l'épouse en 1837, alors que la jeune femme de 20 ans est déjà enceinte. En mai, elle accouche et Crispi se réconcilie avec sa famille. L'enfant est baptisée Giuseppa, du nom de sa grand-mère paternelle. Rosina meurt le 29 juillet 1839, le lendemain de la naissance de leur deuxième enfant, Tommaso qui ne vit que quelques heures alors qu'en décembre de la même année Giuseppa meurt à son tour,.

### Conspirateur anti-Bourbon

Italie à l'époque où Francesco Crispi était jeune. En orange, le royaume des Deux-Siciles, où il est né.

Entre 1838 et 1839, avant la tragédie familiale qui le frappera, Crispi fonde son propre journal, L'Oreteo. Cette expérience le met en contact avec des personnalités politiques dont le libéral napolitain Carlo Poerio. Déjà en 1842, Crispi écrit sur la nécessité d'éduquer les pauvres, sur les dommages causés par la richesse excessive de l'Église et sur la nécessité pour tous les citoyens, y compris les femmes, d'être égaux devant la loi.
Après avoir passé l'examen final avec un « bon », Francesco Crispi obtient le 24 septembre 1843 une licence en droit et décide de s'essayer au droit à Naples (ville considérée comme plus libérale que Palerme), où il réside de 1845 à 1848.
En 1846, l'élection du pape Pie IX et ses premières mesures libérales déclenchent une vague d'attentes euphoriques. L'année suivante, le libéral sicilien Giovanni Raffaele, recherché par les autorités bourboniennes, avant de se réfugier à Marseille, confie à Crispi la tâche de servir de lien entre les dirigeants libéraux de Palerme et ceux de Naples.
Le temps est venu de faire une révolution et le 20 décembre 1847, Crispi est envoyé à Palerme avec Salvatore Castiglia pour la préparer. Au cours des dix jours suivants, il rencontre le prince Torremuzza (1812-1884), le prince Pandolfina, Rosolino Pilo et d'autres. Lorsqu'il quitte la Sicile le 31 décembre, un accord a été conclu : l'insurrection éclatera le 12 janvier, jour de l'anniversaire du roi Ferdinand II.

### La révolution sicilienne (1848-1849)

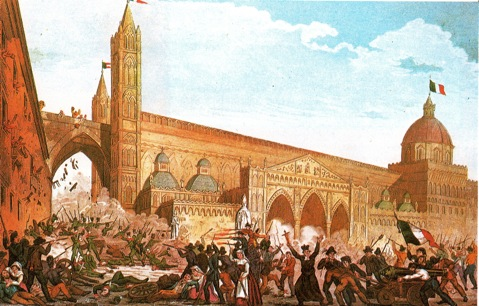
Francesco Crispi fut l'un des organisateurs du soulèvement de Palerme de 1848 et l'une des personnalités du gouvernement provisoire anti-Bourbon qui fut formé.

Le soulèvement anti-Bourbon éclate à Palerme le 12 janvier 1848. Crispi quitte Naples pour la Sicile le jour suivant et arrive à Palerme le 14. Le Comité général (un gouvernement provisoire), dirigé par le libéral Ruggero Settimo, est divisé en quatre comités, Crispi se voit attribuer celui de la Défense, avec la responsabilité spéciale de la mise en place des barricades.
Avec les premiers succès militaires, le 20 janvier, les comités sont réorganisés et le comité de Crispi devient celui de la Guerre et de la Marine. En ces premiers jours de la révolution, Crispi fonde L'Apostolato, journal dans lequel il expose ses idées politiques. Il plaide en faveur d'une solution fédérale à la question italienne, dans la lignée des idées de Vincenzo Gioberti, et de la nécessité pour la Sicile d'obtenir le soutien des puissances étrangères. Il pense nécessaire de donner une base légale à la révolution et que la constitution sicilienne de 1812, acceptable pour la Grande-Bretagne, pourrait être restaurée à cette fin.
Pendant ce temps, les soulèvements s'étendent à toute l'Europe : en février à Paris, en mars et avril en Lombardie-Vénétie (Milan et Venise), à Berlin et dans d'autres villes, tandis que les Bourbons abandonnent presque toute la Sicile aux insurgés.
Le 25 mars 1848, le parlement autonome de Sicile est inauguré dans l'église de San Domenico de Palerme. Crispi est nommé adjoint de Ribera.
Sa position en faveur d'une Sicile unie à une Italie fédérale lui cause des frictions avec d'autres membres des comités révolutionnaires, qui réclament une Sicile totalement indépendante. Dans le même temps, Crispi accuse le gouvernement sicilien de négligence et de vouloir saboter ses efforts pour galvaniser la résistance militaire face à l'avancée des troupes des Bourbons. Au cours de l'été 1848, un corps expéditionnaire commandé par le général Carlo Filangieri avait débarqué en Sicile dans le but de reconquérir l'île.
Après avoir conclu un premier armistice, Crispi, Giuseppe La Farina, Giuseppe La Masa et Salvatore Castiglia intensifient leurs efforts de défense, persuadés que les hostilités vont reprendre. Entre octobre 1848 et février 1849, quelque 14 000 hommes sont enrôlés et emmenés à Palerme. Les modérés, cependant, craignant que les démocrates (ceux qui, comme Crispi, voulaient le suffrage universel) n'utilisent cette armée pour établir une république contre le Comité général, n'ont pas aidé aux préparatifs militaires. Le 29 mars, les hostilités reprennent et avec elles les succès des Bourbons. Le 14 avril, l'amiral français Charles Baudin (1784-1854) propose, au nom du gouvernement français, une médiation pour la paix. La Chambre sicilienne l'accepte et Crispi démissionne de son poste de député.
Six jours plus tard, une réunion de personnalités gouvernementales et parlementaires est convoquée et une majorité en faveur de la paix et de l'idée de confier à Baudin la garantie des libertés siciliennes se dégage. Parmi les partisans de la guerre figure Crispi qui, amèrement déçu, quitte la Sicile le 27 avril 1849 sur un navire à destination de Marseille. Le 9 mai, le roi Ferdinand II promulgue une amnistie pour tous ceux qui ont participé à la révolte, à l'exception de 43 personnes soupçonnées de l'avoir organisée, dont Crispi. Le 15, Carlo Filangieri entre dans Palerme et met fin à l'État sicilien.

### L'exil en Europe (1849-1858)

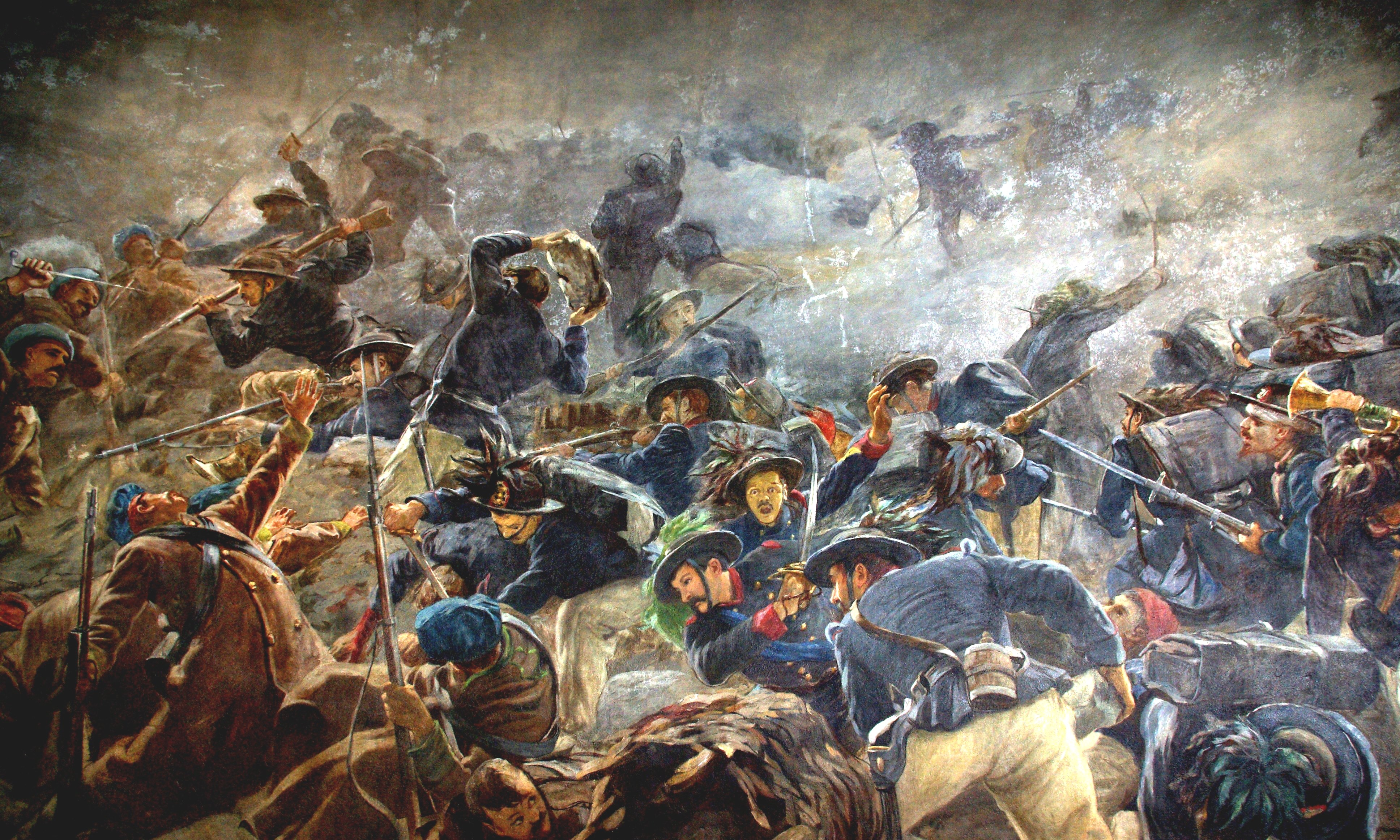
Les Piémontais à la bataille de Cernaia pendant la guerre de Crimée. Pour leur autoritarisme, Crispi a défini les Russes et les Turcs comme des « barbares ».

C'est à Marseille que Crispi rencontre celle qui deviendra sa seconde épouse : Rose Montmasson, née cinq ans après lui en Haute-Savoie (qui appartenait alors au royaume de Sardaigne) dans une famille d'agriculteurs.

#### À Turin et à Malte
En septembre 1849, Crispi quitte Marseille pour s'installer à Turin, la capitale du royaume de Sardaigne, le seul État italien à avoir conservé sa constitution. Pour avoir conservé des contacts avec les libéraux siciliens, il est formellement banni du royaume des Deux-Siciles le 8 juillet 1850.
En automne, Crispi a un échange de lettres avec Giuseppe Mazzini dont il partage l'idéal républicain. Il critique la Savoie pour les atteintes aux libertés communales avec le texte Il comune in Piemonte (La Commune en Piémont) et, à l'occasion de l'insurrection ratée de Mazzini en février 1853, le 6 mars, il est arrêté par la police de Turin, interrogé et emprisonné. Le 14, avec d'autres prisonniers destinés à l'expatriation, il est transféré à la prison génoise de San Lorenzo, puis embarqué sur un navire et le 26, débarqué à Malte, alors colonie britannique.
Sur l'île, Crispi a eu des contacts avec le féroce conspirateur Nicola Fabrizi avec qui il a noué une solide amitié et, pour surmonter la situation économique difficile, il accepte le 15 février 1854 de diriger un journal, La Staffetta. La publication adopte une ligne mazzinienne et une position de neutralité à l'égard de la guerre de Crimée, déclarant qu'elle ne prendra parti ni pour les Russes ni pour les Turcs, tous deux oppresseurs et « barbares ». Dans ce document, Crispi critique l'alliance entre la Grande-Bretagne et la France, mettant en doute le libéralisme anglais allié à l'autoritaire Napoléon III. En novembre, le journal fait l'éloge d'une Italie « une, libre et indépendante » et en décembre, il publie la circulaire de Mazzini appelant les Italiens aux armes. En conséquence, le 18 du même mois, les autorités britanniques lui ordonnent de quitter Malte sous quinze jours.
Lors de la dernière période de son séjour sur l'île, Crispi épouse Rose Montmasson le 27 décembre 1854. Le 30, il quitte Malte pour l'Angleterre, où entre-temps Mazzini s'est installé.

#### A Londres avec Mazzini

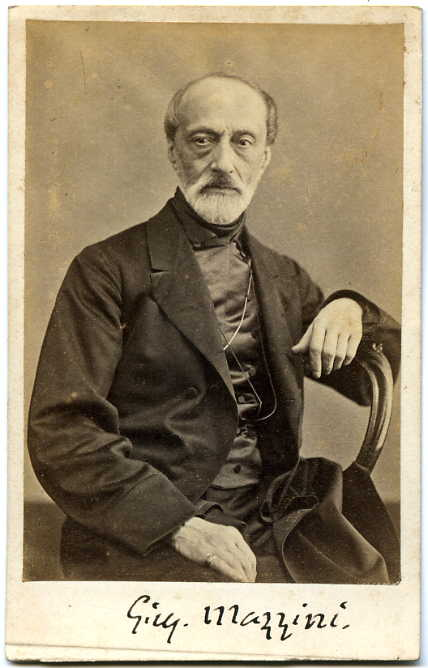
Giuseppe Mazzini, dont Crispi était un adepte et avec qui il avait des contacts à Londres.

Crispi débarque au Royaume-Uni le 12 janvier 1855. Lorsqu'il arrive à Londres, Mazzini l'invite à lui rendre visite, l'aide financièrement et le présente à ses connaissances,.
Conseillé par Mazzini sur les auteurs à lire, Thomas Carlyle et John Stuart Mill surtout, Crispi s'immerge dans la culture britannique, mais continue à s'occuper de politique. Jusqu'à ce que, découragé par l'échec de la planification d'un soulèvement dans le sud de l'Italie, il décide de quitter Londres (dont il déteste le climat) pour Paris, où au moins il n'aurait pas de problèmes avec la langue.

#### L'attentat d'Orsini à Paris

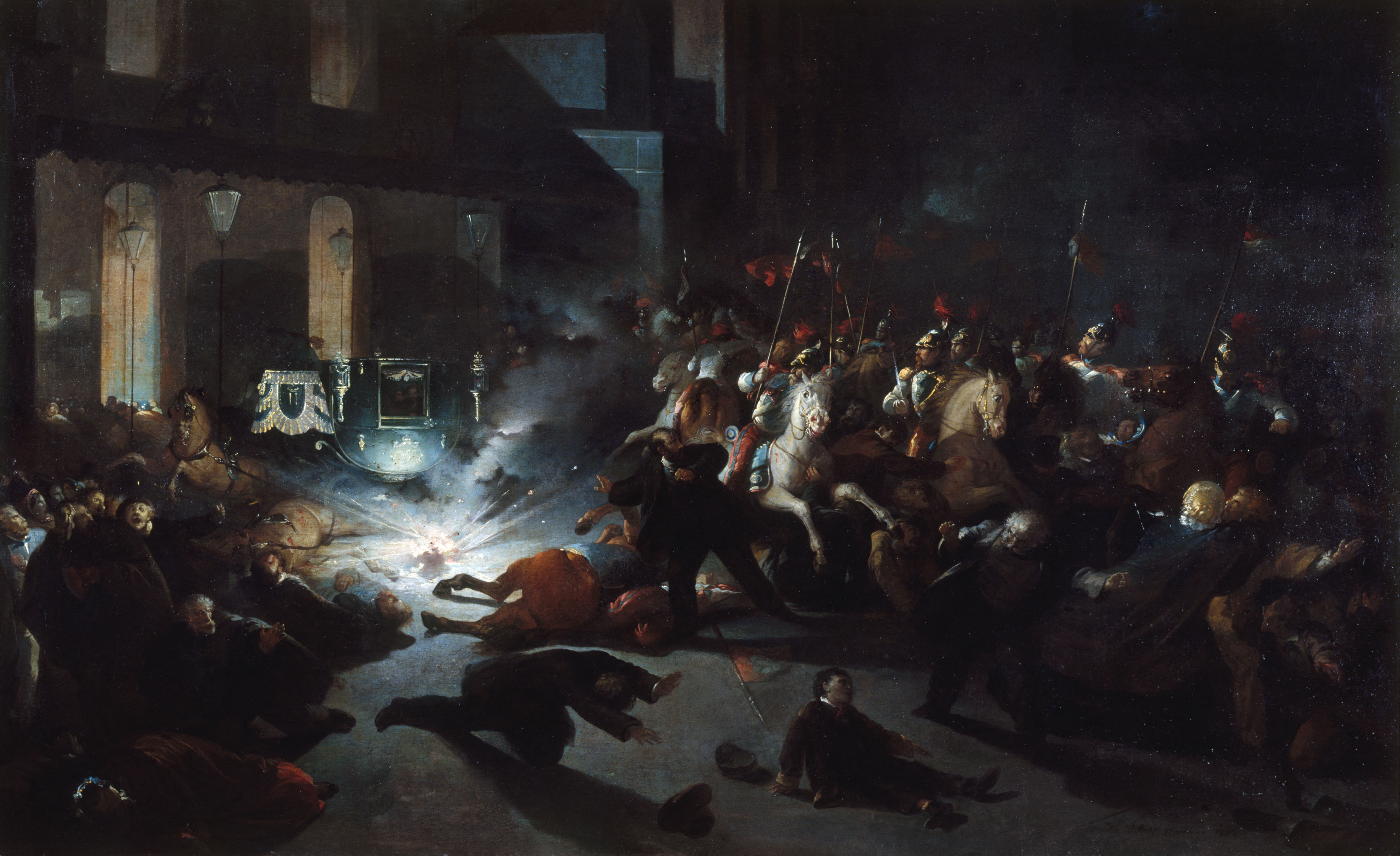
L'attentat contre l'empereur français Napoléon III. Malgré les déclarations d'un témoin, l'implication de Crispi n'a jamais été prouvée.

Crispi arrive à Paris le 10 janvier 1856, où il trouve un emploi de journaliste et où il continue à entretenir des liens avec Mazzini et sa propagande. Le 22 août, il a été informé du décès de son père et de celui de sa mère, survenu trois ans auparavant. Cette dernière nouvelle lui avait été cachée par son père qui ne voulait pas augmenter les peines de son fils.
En 1857, il se lance dans des affaires sans succès et l'année suivante, il est, selon un témoin, impliqué dans la tentative que Felice Orsini a faite le 14 janvier avec quatre autres conspirateurs contre Napoléon III. La tentative échoue, car les trois bombes lancées sur la voiture de l'empereur explosent sans toucher le monarque (elles tuent un certain nombre de soldats et de passants). Des cinq conspirateurs, un seul est resté non identifié. En 1908 (sept ans après la mort de Crispi), l'un d'eux, Carlo di Rudio, affirme avoir vu une demi-heure avant l'attentat un homme s'approcher et échanger des mots d'entente avec Orsini, et l'avoir reconnu comme étant Francesco Crispi.
Ce témoignage est conforme à la déclaration de Felice Orsini qui, lors du procès, a affirmé que la troisième bombe avait été lancée par un cinquième conspirateur à qui il l'avait remise peu avant l'action et dont il ne voulait pas donner le nom. Mais l'existence d'un cinquième conspirateur est loin d'être certaine : Di Rudio lui-même, au procès, contrairement à ce qu'il a déclaré cinquante ans plus tard, a nié le détail de la réunion.
Surtout, si Crispi avait été impliqué dans le complot d'Orsini, il aurait tenté de quitter la France, ce qu'il n'a pas fait, du moins de sa propre initiative. Dans le cadre de la réaction des autorités françaises à la tentative d'attentat contre l'Empereur, les enquêteurs ont recueilli des informations sur Crispi, notamment sur ses contacts avec Paolo Tibaldi (1824-1901), qui avait été arrêté en 1857 précisément pour avoir comploté l'assassinat de Napoléon III. Ainsi, le 7 août 1858, un décret d'expulsion lui est notifié.

### De Londres au Quarto (1858-1860)

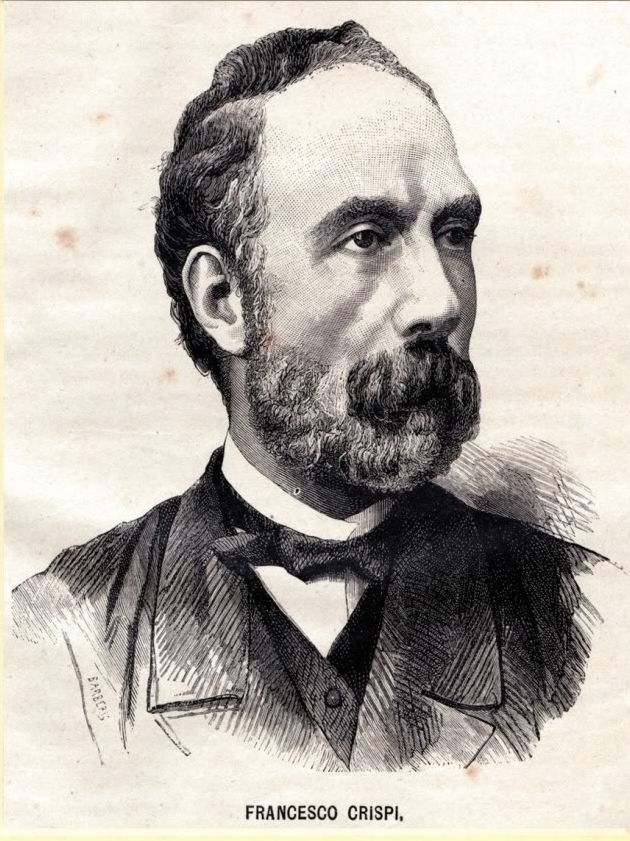
Francesco Crispi fut le plus grand promoteur de l'expédition des Mille et convainquit Garibaldi de la préparer et de la réaliser.

De retour à Londres, Crispi reprend ses contacts avec Mazzini, bien qu'en 1859 un événement commence à l'éloigner définitivement des idées républicaines : le Piémont des Savoie et la France de Napoléon III ont réussi à battre l'Autriche dans la deuxième guerre d'indépendance. Crispi voit la possibilité d'un retour du climat révolutionnaire et le 26 juillet il débarque à Messine incognito.
Il entre en contact avec les Mazziniens de l'île qui pensent que le moment est venu d'une insurrection. Crispi a essayé de les organiser et leur a appris à fabriquer des engins explosifs. La date du 4 octobre a été choisie pour le soulèvement. Mais l'insurrection a d'abord été ajournée, puis reportée indéfiniment. Crispi est alors convaincu qu'à l'avenir il ne devra plus compter sur les comités, influencés par les modérés, mais (comme il l'écrit à Mazzini) se connecter directement au peuple. En outre, toute insurrection en Sicile devrait bénéficier du soutien extérieur d'une expédition militaire

#### Contacts avec Garibaldi

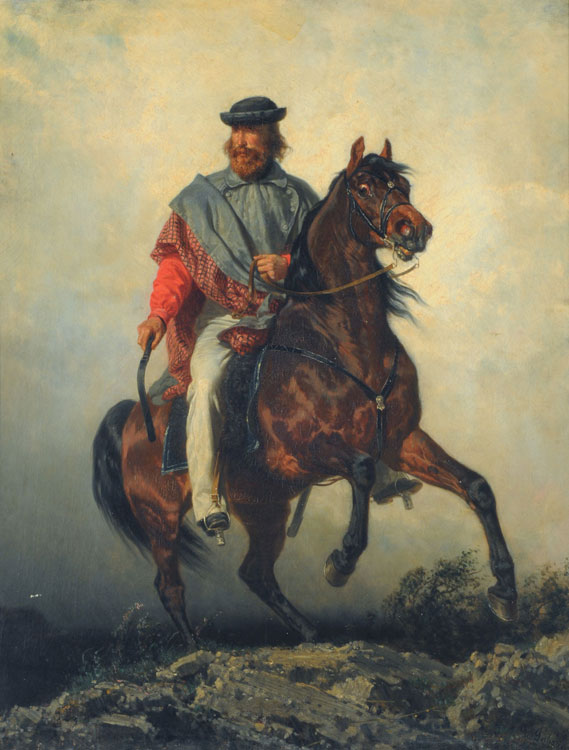
Giuseppe Garibaldi se rapproche des idées de Mazzini et de Crispi après la cession de Nice à la France.

En décembre 1859, Crispi propose à certains hommes politiques une expédition militaire pour soutenir une insurrection en Sicile. Les hommes qu'il rencontre : Luigi Carlo Farini, Urbano Rattazzi et Giuseppe La Farina soulèvent diverses difficultés. Pas du tout découragés, le 22 février et le 24 mars 1860 Crispi et Rosolino Pilo envoyèrent deux lettres avec la même demande à Giuseppe Garibaldi qui répondit intéressé, mais sans engagement. Les choses changent cependant après le retour au pouvoir de Camillo Benso, comte de Cavour et la cession de Nice et de la Savoie à la France, en échange de quoi le Piémont obtient de Paris l'autorisation d'annexer formellement l'Émilie-Romagne et la Toscane. Après cet échange, qui voit la cession de la ville natale de Garibaldi, la rupture entre Garibaldi et Cavour est nette et le rapprochement du général avec Mazzini et des hommes comme Crispi s'accélère.
Dans cette atmosphère, au début du mois d'avril, plusieurs épisodes révolutionnaires éclatent à Palerme. Il était temps d'intervenir de l'extérieur. Après le retrait de Mazzini, la tâche de convaincre Garibaldi revient à Crispi. Avec Nino Bixio, il se rend à Turin le 7 avril 1860. Garibaldi est satisfait des nouvelles en provenance de Sicile et promet, si les rapports sur le soulèvement sont confirmés, de retourner à Gênes pour préparer l'expédition.

#### Le télégramme de Fabrizi
Les nouvelles de Palerme, cependant, ne sont pas positives. Le 28 avril 1860, après un télégramme de Fabrizi, déchiffré par Crispi à Gênes, avertissant de l'échec de la révolte, Garibaldi décide de renoncer à l'expédition. Deux jours plus tard, cependant, s'étant rendu compte d'une importante erreur de déchiffrage, Crispi et Bixio retournent auprès du général, à qui est présentée la version correcte du télégramme : « L'insurrection gagnée dans la ville de Palerme, est soutenue dans les provinces, nouvelles recueillies auprès de réfugiés arrivés à Malte sur des navires anglais ». Crispi a accompagné le télégramme d'autres preuves que le soulèvement était toujours vital, notamment des rapports de presse.
Convaincu, Garibaldi décide, le même 30 avril, avec Agostino Bertani, d'engager l'expédition, tandis qu'une clarification de Fabrizi confirmant la deuxième version du télégramme arrive de Malte à Gênes quelques jours plus tard.

### L'expédition des Mille (1860)

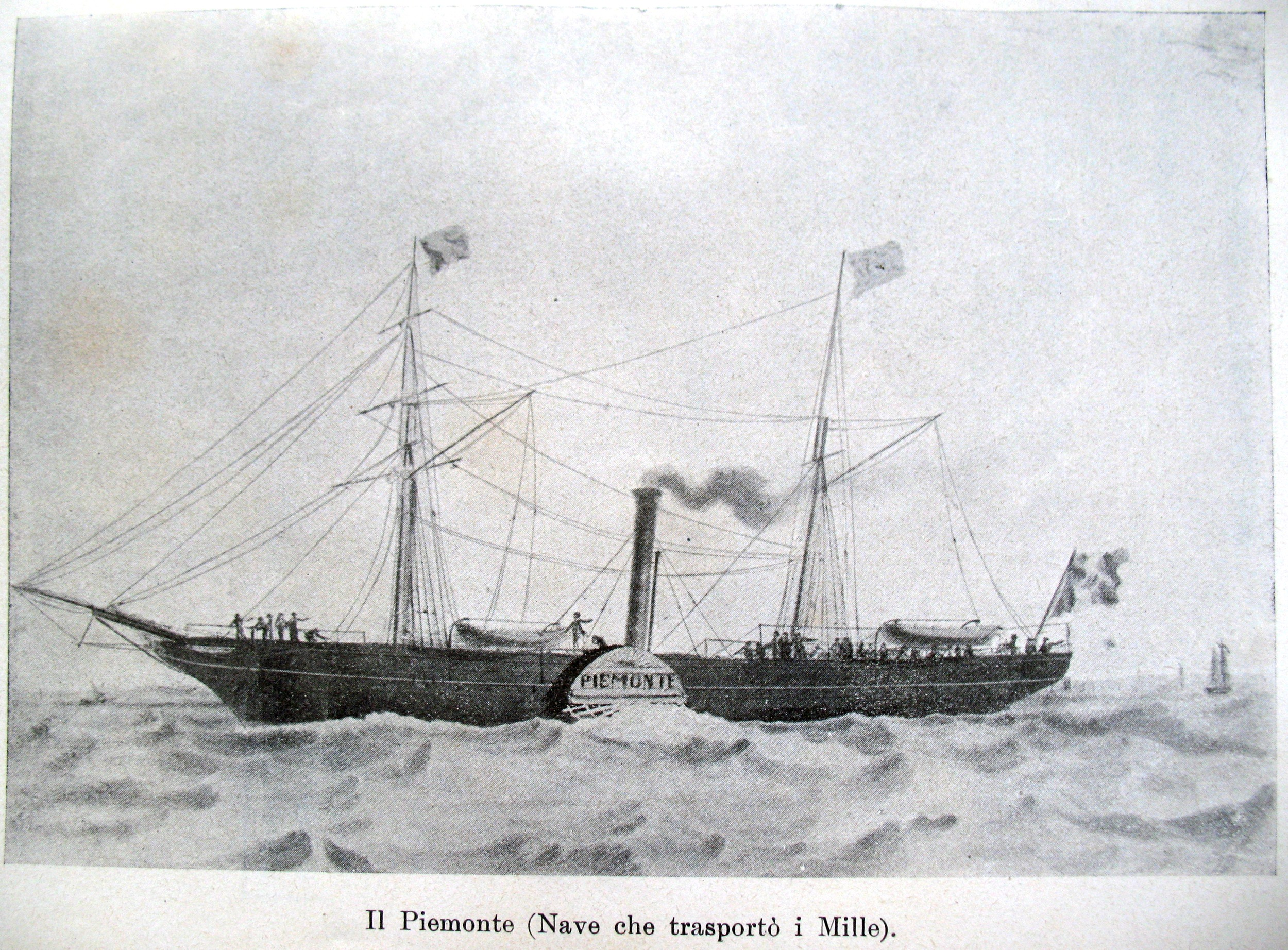
Le Piémont, le plus petit des deux navires de l'expédition, sur lequel Crispi a embarqué.

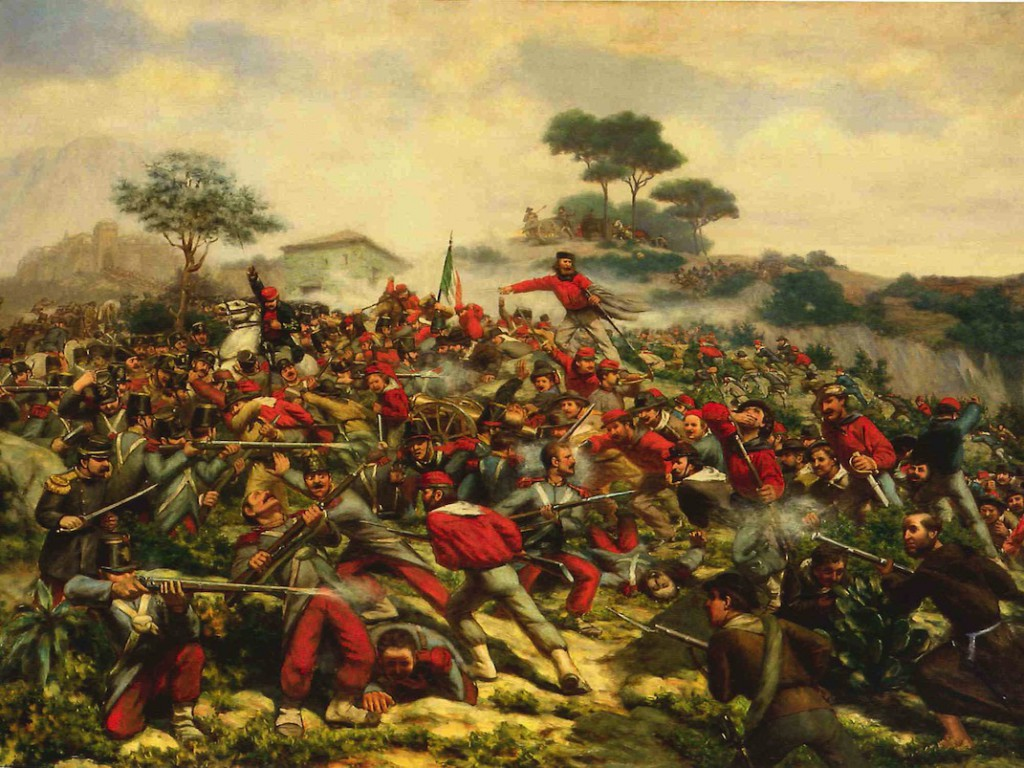
Crispi a participé en tant que civil à la bataille de Calatafimi, s'exposant au feu ennemi pour aider les blessés.

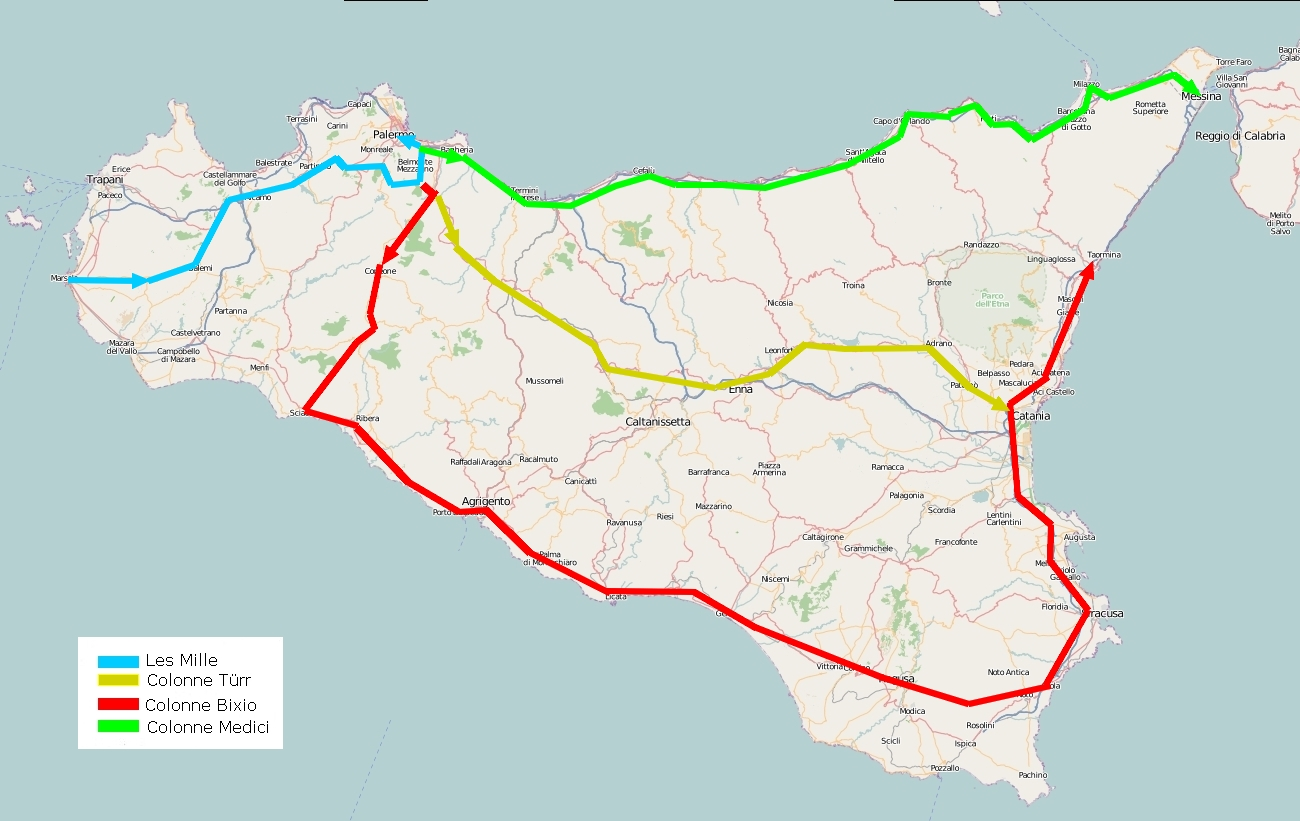
La conquête de la Sicile par les troupes de Garibaldi. En bleu le parcours des Mille réalisé également par Crispi.

La scène politique piémontaise est alors divisée sur la question italienne entre le comte de Cavour et les modérés d'une part, et Garibaldi et le roi Victor-Emmanuel II d'autre part. Les modérés, en effet, craignent le potentiel révolutionnaire de Garibaldi et des mazziniens et ont peur de compromettre les relations avec les puissances étrangères, en premier lieu la France.
Entre-temps, Rose, l'épouse de Crispi, décide d'embarquer avec les Mille dont elle est la seule femme. L'expédition quitte Quarto le 6 mai 1860. Crispi s'embarque sur le plus petit des deux navires, le Piemonte, avec Garibaldi. Le 11 mai, les bateaux sont en vue de Marsala où le débarquement commence après midi. Selon certains témoins, Crispi est le premier à descendre à terre. Il entre dans la ville avec une escouade de 50 hommes et prend le contrôle des points stratégiques.
De Marsala, les Mille marchent vers l'est. À Salemi, Crispi commence à former le gouvernement provisoire. Il remet à Garibaldi un décret officialisant la nomination du général comme dictateur et le lit depuis le balcon de l'hôtel de ville. Au cours des jours suivants, les Mille (qui comptent maintenant quelque 2 000 hommes) poursuivent leur progression vers le nord-est et, le matin du 15 mai, ils affrontent les Bourbons qui bloquent la route vers Palerme à Calatafimi. Au cours de la bataille, Crispi et sa femme combattent et secourent les nombreux blessés.

#### Secrétaire d'État en Sicile

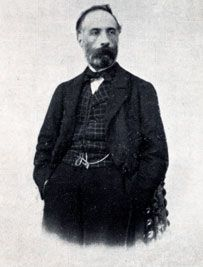
Crispi au moment où il est nommé par Garibaldi comme secrétaire d'État en Sicile.

La victoire des Mille à Calatafimi donne un élan considérable à l'entreprise. Garibaldi pense le moment venu d'organiser une administration efficace : le 14 mai, il se proclame dictateur à Salemi et le 17 mai 1860, à Alcamo, il crée la fonction de premier secrétaire d'État, chargé de proposer au dictateur les dispositions nécessaires en marquant ses décrets. Le premier à obtenir le mandat est Crispi, dont l'objectif est de paralyser les structures locales des Bourbons et de convaincre les propriétaires fonciers que l'alternative à Garibaldi est le chaos. Un décret du même jour abolit l'impôt sur les meules et rend illégale la fiscalité des Bourbons. Le lendemain, un autre décret institue une cour martiale pour tous les crimes selon le statut pénal militaire et les lois qui avaient été en vigueur pendant la révolution sicilienne de 1848-1849.
L'objectif de Garibaldi est désormais Palerme : il se replie sur Piana dei Greci (aujourd'hui Piana degli Albanesi, au sud de la ville) où il arrive le 24 mai et reste incertain quant à son prochain mouvement. Crispi l'incite à poursuivre vers l'est, sur Misilmeri, à rejoindre les escadrons de Giuseppe La Masa et à viser Palerme par le sud-est. Le conseil est suivi et, dans la nuit du 26 mai, les Garibaldiens avancent sur la ville. Le général divise les escouades en trois groupes, dont l'un est confié à Crispi qui entre dans les faubourgs de Palerme avec ses hommes, un pistolet au poing.
Dans l'après-midi du 27, une grande partie de la ville s'était soulevée et Crispi peut se consacrer à la création d'un gouvernement provisoire en mettant en place un Comité général divisé en plusieurs sections, lui étant chargé de l'Intérieur et des Finances. Il est annoncé que le vol, le meurtre et le pillage seront punis de mort. De nouveaux chefs de police sont nommés et les anciens fonctionnaires des Bourbons sont arrêtés, dans certains cas même pour les sauver du lynchage.
Le commandant des troupes des Bourbons, le général Ferdinando Lanza, après un premier armistice de 24 heures, demanda une prolongation et le 31 mai Garibaldi envoya Crispi pour discuter des conditions qui, en échange d'une nouvelle trêve de trois jours, obtint entre autres la livraison du Banco Regio. Le 6 juin, la capitulation est signée.

#### Contre Cavour

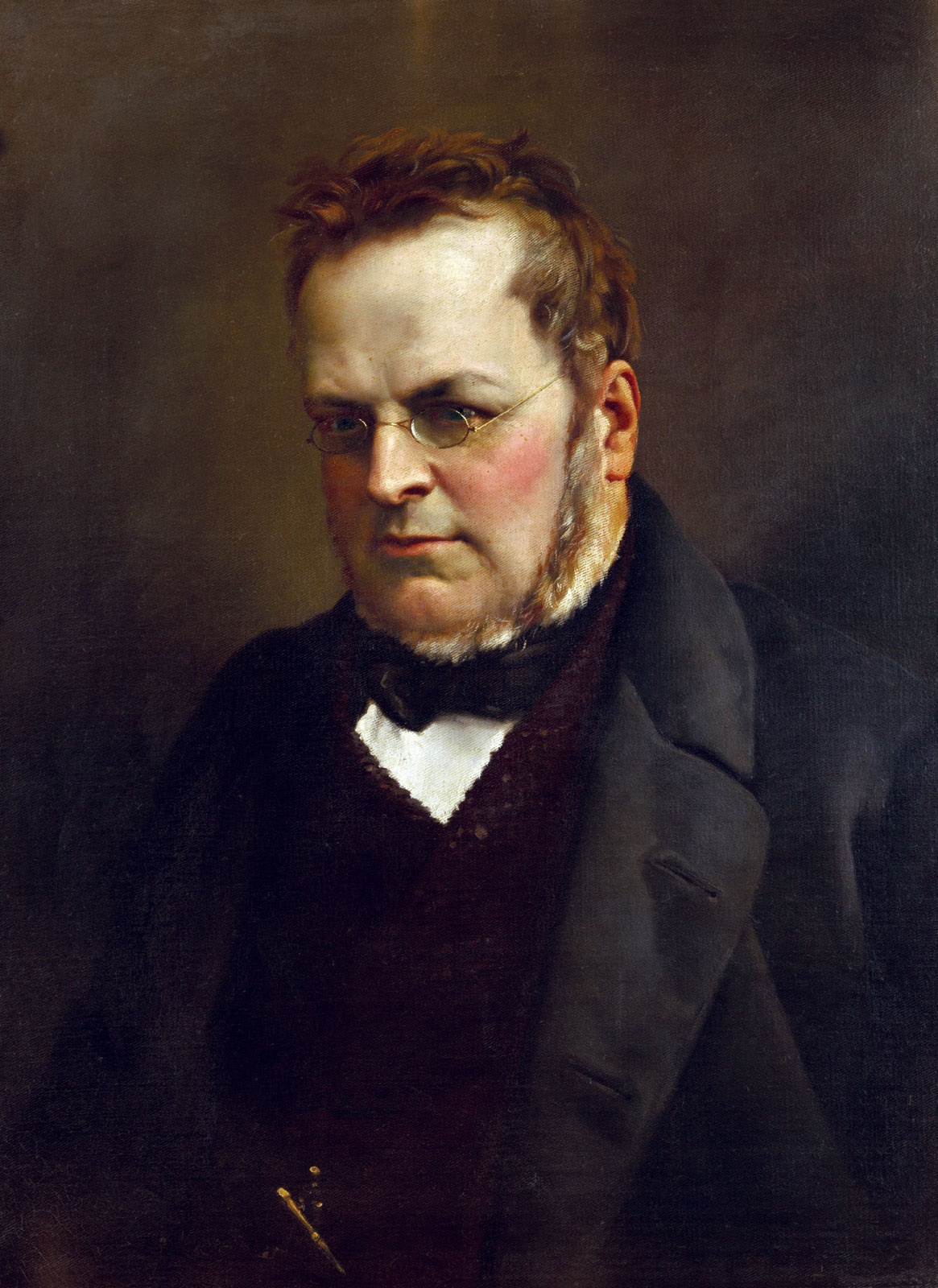
Cavour, contrairement à Crispi, espérait l'annexion immédiate de la Sicile au royaume de Sardaigne.

L'objectif de Crispi est désormais l'unité de la nation par la propagation de l'insurrection. Le Premier ministre piémontais Cavour, quant à lui, souhaite l'annexion de la Sicile au royaume de Sardaigne et empêcher la révolution de s'étendre à Rome. En effet, l'État pontifical est protégé par la France, une puissance amie du Piémont. Ainsi, pour contrôler et ralentir l'action de Garibaldi, Cavour envoie Giuseppe La Farina en Sicile.
Dès son arrivée à Palerme, La Farina entreprend de dénigrer Crispi, qui est déjà en difficulté pour avoir exposé ses idées anticléricales. D'autre part, l'aristocratie sicilienne espère que, annexée immédiatement au Piémont, l'île bénéficie d'une autonomie de fait alors que Crispi souhaite que la Sicile intègre une nation italienne. En grande difficulté, lorsque le 23 juin 1860 une importante manifestation contre lui est organisée à Palerme, Crispi démissionne, malgré l'avis contraire de Garibaldi qui ordonne l'expulsion de La Farina de Sicile.
Pour consolider les positions des démocrates, Crispi fonde un journal, Il Precursore, qui paraît début juillet à Palerme. Le message aux Siciliens était clair, ils devaient aider à libérer le reste des Italiens :
« Vous qui criez à l'annexion, vous ne voulez pas d'une seule Italie, vous voulez la liberté de la Sicile et le joug de Naples, Rome, Venise [...] Les Alpes et la mer de Sicile sont nos frontières et celles-ci nous les voulons : « l'artichaut » que tu manges Cavour ».
(Crispi dans le Il Precursore, juillet 1860, dans Duggan, p. 238)
Le 7 septembre, Garibaldi entre dans Naples.

#### A Naples, contre le plébiscite

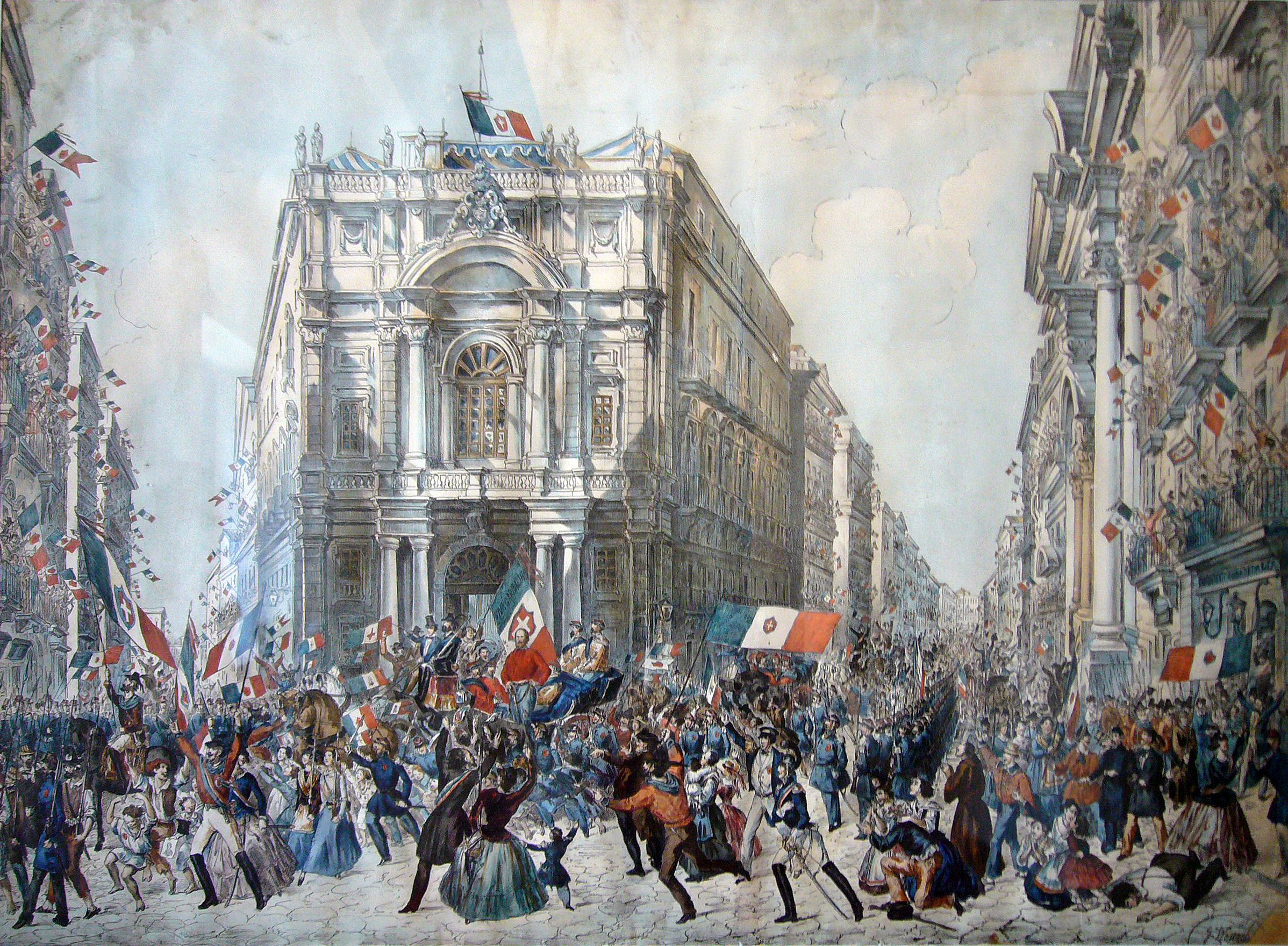
L'entrée de Garibaldi à Naples. C'est dans le palais d'en face qu'a eu lieu, le 13 octobre 1860, la réunion décisive qui a conduit au plébiscite auquel s'opposait Crispi.

À Naples, le gouvernement provisoire de Garibaldi est largement aux mains des loyalistes de Cavour. Crispi, arrivé en ville à la mi-septembre, insiste auprès du général et obtient de concentrer le pouvoir entre ses mains. Cependant, l'élan révolutionnaire qui avait animé l'expédition s'affaiblit, surtout après la bataille de Volturno. Pour renforcer sa position auprès de Vittorio Emanuele II, Garibaldi nomme Giorgio Pallavicino, un partisan de la maison de Savoie, comme « prodictor » de Naples le 3 octobre 1860. Il a immédiatement défini Crispi comme incompatible avec la fonction de secrétaire d'État.
Entre-temps, Cavour avait déclaré qu'en Italie du Sud, il n'accepterait rien d'autre que l'annexion inconditionnelle au royaume de Sardaigne par plébiscite. Crispi, qui espère toujours poursuivre la révolution pour racheter Rome et Venise, s'y oppose et propose de laisser le peuple élire une assemblée parlementaire. Il est rejoint (pour des raisons très différentes) par le fédéraliste Carlo Cattaneo. Pris entre deux feux, Garibaldi déclare que la décision reviendra aux deux dictateurs de Sicile et de Naples, Antonio Mordini et Pallavicino. Tous deux optent pour le plébiscite et Crispi, après la réunion décisive du 13 octobre au Palazzo d'Angri, démissionne du gouvernement de Garibaldi.
Le 13 novembre 1860, Crispi devient maître dans la loge maçonnique palermitaine du Grand Orient d'Italie « I Rigeneratori del 12 gennaio 1848 al 1860 Garibaldini » (Les Régénérateurs du 12 janvier 1848 à 1860 Garibaldini),. Deux ans plus tard, Crispi dirige la cérémonie d'initiation de Garibaldi.

### Le choix monarchique (1861-1865)

#### Député du Parlement italien

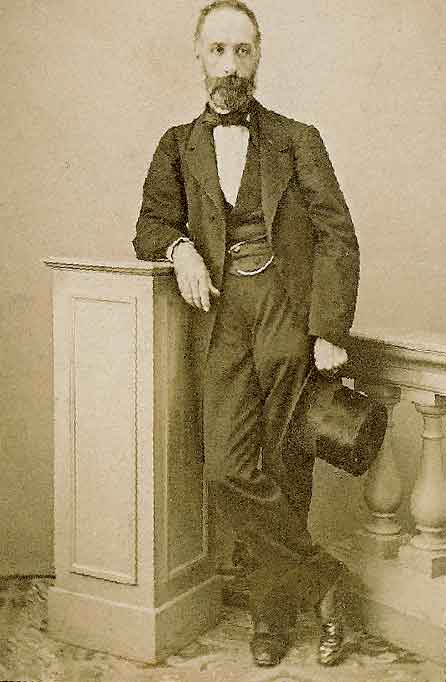
Crispi député du royaume d'Italie, en 1861.

Le 27 janvier 1861, avant même la naissance officielle du royaume d'Italie, qui a lieu le 17 mars, des élections politiques sont organisées pour les représentants des territoires nouvellement annexés. Crispi s'est présenté comme candidat républicain à Palerme, où le modéré Vincenzo Fardella di Torrearsa a été préféré. À son insu, cependant, un riche propriétaire terrien de la province de Trapani, Vincenzo Favara, avait également présenté sa candidature dans la circonscription de Castelvetrano, où il a été élu.
Le nouveau parlement a tenu sa première session au Palazzo Carignano, à Turin, le 18 février 1861. Crispi occupe le siège numéro 58, à l'extrême gauche, dans la zone où sont regroupés la centaine de députés démocrates de l'opposition.

#### La rupture avec Mazzini

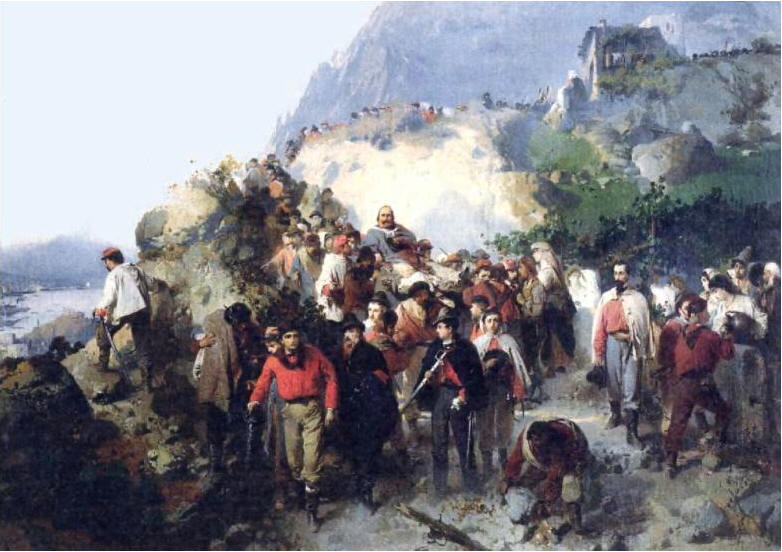
Garibaldi blessé par des soldats italiens sur l'Aspromonte. L'épisode a définitivement éloigné Crispi des idées révolutionnaires.

Le conflit entre constitutionnalisme et révolution, qui avait connu une accalmie avec la formation de l'État italien, est ravivé lorsque, en 1862, Urbano Rattazzi arrive au pouvoir en tant que Premier ministre, avec l'intention de soustraire Rome à l'État pontifical. Il forme un gouvernement de centre-gauche auquel Crispi refuse de participer afin de ne pas rompre les relations avec ses amis démocrates.
Entre-temps, Garibaldi avait débarqué en Sicile d'où partirait une expédition vers Rome. À Turin, Crispi tente de contenir la protestation des modérés, mais annonce également son soutien à l'entreprise. Après avoir débarqué en Calabre, l'expédition est écrasée à la bataille de l'Aspromonte par Rattazzi, qui craint une réaction de la France, toujours alliée de l'État pontifical.
Cet épisode traumatisant amène Crispi à envisager plus sérieusement la voie du constitutionnalisme, augmentant la distance qui le sépare de Giuseppe Mazzini. Cette divergence s'accentue malgré la Convention de septembre, un accord de 1864 entre l'Italie et la France, stipulé par le gouvernement de Marco Minghetti. Cet accord prévoyait le retrait des troupes françaises des États pontificaux. En contrepartie, l'Italie renonce à Rome et s'engage à transférer la capitale de Turin dans une ville à définir (Florence sera choisie).
Crispi exprime son désaccord sur la renonciation de l'Italie à Rome. Cet épisode ouvre la question de la monarchie et le 18 novembre Crispi déclare que, malgré la Convention, il ne soutiendra pas l'idée républicaine. Le même jour, à la Chambre des députés, il prononce la phrase qui restera sa plus célèbre et qui suscite sensation et applaudissements parmi les personnes présentes : « La monarchie nous unit et la république nous diviserait. »: La réponse sévère de Mazzini, le 3 janvier 1865, dans les pages de L'Unità italiana, accuse Crispi de trahison et d'opportunisme.

### La conquête de Rome (1865-1870)

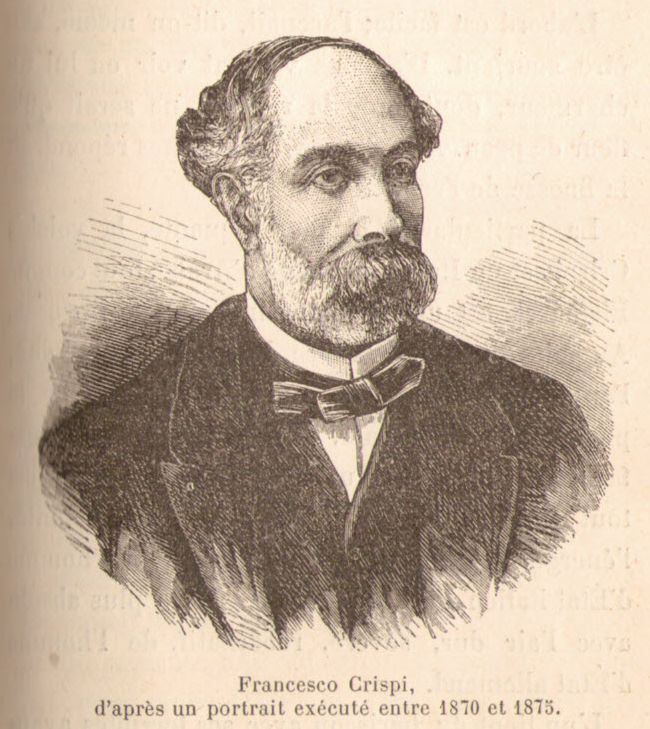
Crispi a participé à l'expédition ratée de Garibaldi pour conquérir Rome en 1867.

L'Italie avant la troisième guerre d'indépendance et la prise de Rome.

En 1864, grâce à sa profession d'avocat, Crispi est devenu un homme riche.
Lors des élections politiques de la fin du mois d'octobre 1865, il se porte candidat dans quatre circonscriptions et sort vainqueur dans deux d'entre elles : Città di Castello en Ombrie et Castelvetrano en Sicile. Le parlement nouvellement élu, ayant mis de côté, au moins momentanément, la question romaine, doit immédiatement s'occuper de la question de la Vénétie, tandis que l'alliance italo-prussienne signée l'année suivante précipite les événements vers une guerre contre l'Autriche. Crispi s'est immédiatement révélé être un interventionniste.
Une fois la troisième guerre d'indépendance conclue par la cession de la Vénétie à l'Italie, Crispi augmente considérablement son estime pour la Prusse et renforce son hostilité envers Napoléon III qui est coupable, selon lui, d'avoir encouragé l'accord italo-prussien afin d'intervenir contre les deux alliés lors des premières victoires de l'Autriche.
Entre-temps, sur le plan intérieur, en février 1867, Ricasoli perd la confiance de la Chambre, de nouvelles élections sont convoquées et Crispi est élu dans deux circonscriptions : à Maglie (Pouilles) et à Castelvetrano. Fort de ce nouveau succès, Crispi fonde au printemps La Riforma, dont le premier numéro sort le 4 juin et qui devient le journal de la gauche patriotique.

#### De Mentana à Porta Pia
Pendant cette période, Garibaldi exprime à nouveau son intention de conquérir Rome. Se souvenant d'Aspromonte, Crispi tente de le dissuader, mais le général est secrètement encouragé par le chef du gouvernement Rattazzi et par Vittorio Emanuele II. Tous deux espéraient qu'une insurrection à Rome donnerait à Garibaldi l'occasion d'intervenir. Cependant, lorsqu'il devient évident que le soulèvement n'éclatera pas, Garibaldi est arrêté le 24 septembre 1867 afin de se prémunir d'une intervention française pour la défense des États pontificaux.

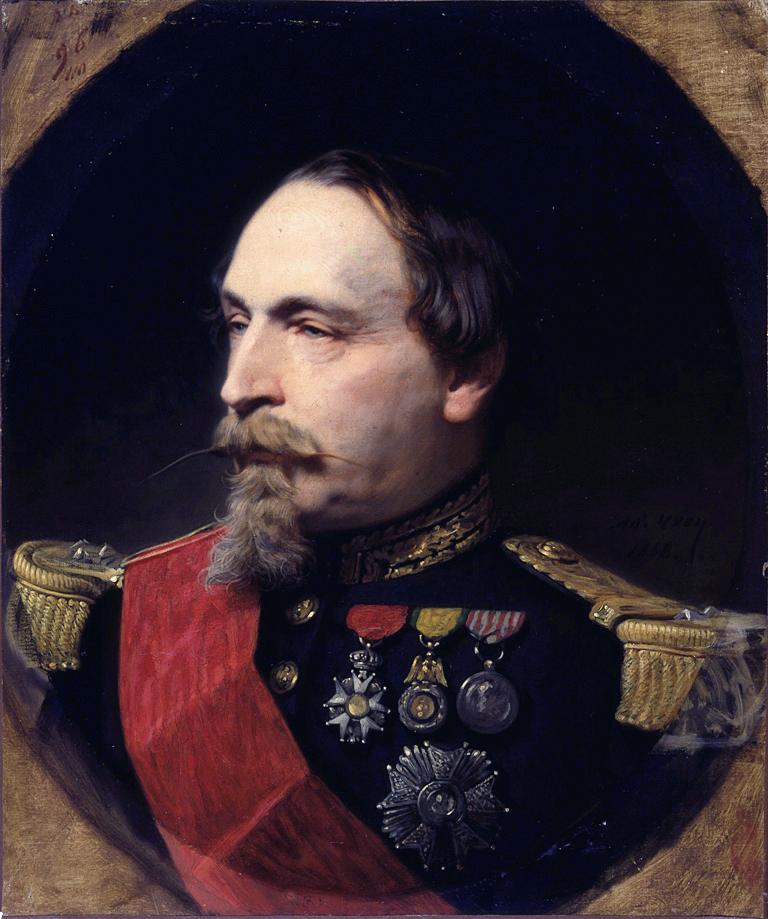
Crispi est profondément hostile à Napoléon III, défenseur des États pontificaux.

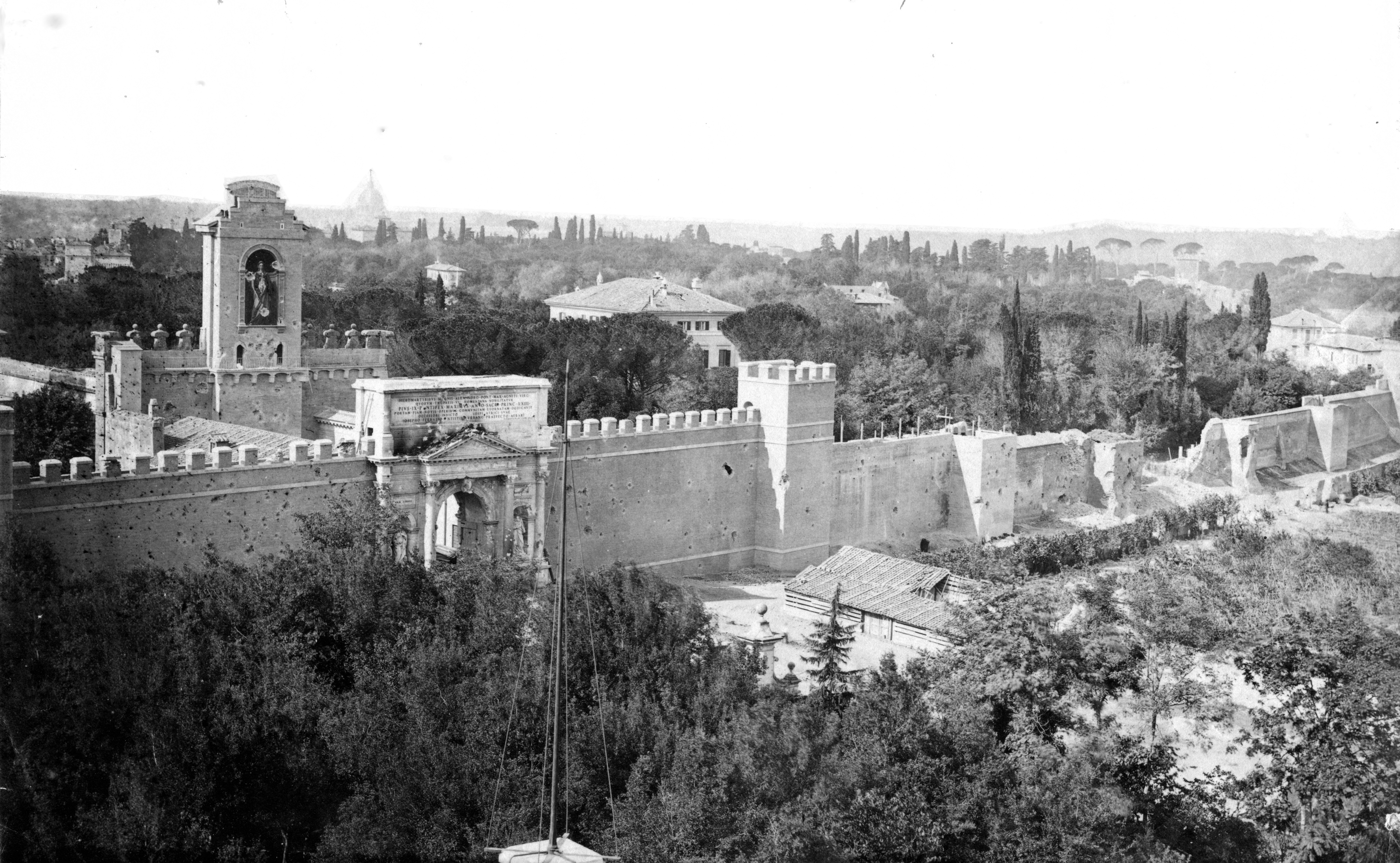
La Porta Pia, à Rome, et la brèche (à droite) ouverte par les canons italiens en 1870. Pour Crispi, la prise de Rome a été un simple acte de libération.

Crispi obtient le maintien de Garibaldi dans une sorte d'exil à Caprera plutôt que l'incarcération. En même temps, par le biais de La Riforma, il exhorte ses lecteurs à ne pas flancher devant la perspective d'une guerre avec la France. Secrètement allié à Rattazzi, Crispi fait évader Garibaldi pour favoriser une intervention militaire du roi en faveur des libéraux romains. Une proclamation de Crispi et des articles de presse parlent maintenant de révolution à Rome (qui n'a pas réellement éclaté).
Vittorio Emanuele II hésite et Napoléon III ordonne l'embarquement d'un corps expéditionnaire pour Civitavecchia contre les Garibaldiens. C'est alors que le roi charge le général Luigi Menabrea de former un nouveau gouvernement et condamne l'expédition de Garibaldi qui, le 3 novembre, rencontre Crispi qui entend désormais l'arrêter. La conversation est infructueuse et le lendemain, le général affronte les Français à la bataille de Mentana et est vaincu.
La dernière occasion de conquérir Rome se présente en 1870, lorsque la guerre franco-prussienne éclate et que Napoléon III est vaincu et capturé à Sedan. Tout change : la seule perplexité demeure sur la forme politique à donner à la prise de la ville. Pour Crispi, il s'agit d'un acte de libération : non seulement l'Italie n'a pas besoin de revendiquer Rome, car elle lui appartient de droit, mais l'approbation des Romains eux-mêmes est superflue, puisque, qu'ils le veuillent ou non, ils sont citoyens italiens.
Le 20 septembre, après un court combat, Rome est conquise par les troupes italiennes qui entrent dans la ville par la brèche de la Porta Pia. Le 2 octobre, le plébiscite sanctionne l'annexion de ce qui reste de l'État pontifical au royaume d'Italie.

### Difficultés économiques et familiales (1870-1875)
Deux mois après la prise de Rome, des élections politiques sont organisées. Crispi se présente à nouveau et est élu à la fois à Castelvetrano et à Tricarico (Basilicate), optant pour ce second siège.
À l'automne 1871, le Parlement se déplace à Rome. Crispi commence à traverser une période difficile : son mariage avec Rose Montmasson est en crise, économiquement les choses vont mal à cause des dettes contractées par La Riforma et d'un mauvais achat immobilier à Florence. Ses discours à la Chambre deviennent plus rares et ont pour sujet l'indigence des réformes et le manque de projets politiques.
En août 1871, il était également tombé amoureux d'une veuve de trente ans, Filomena (Lina) Barbagallo, tout en ayant, entre 1871 et 1872, une relation avec Luisa Del Testa, avec laquelle il a un fils, Luigi. En octobre 1873, il a également une fille de Lina, la petite Giuseppa Ida Marianna.
Ces relations extraconjugales accentuent la tension avec Rose et Crispi, qui avait déjà dénoncé l'invalidité de leur mariage à Malte, réussit à trouver un accord à la fin de 1875. En échange d'une allocation annuelle, Rose reconnaît n'avoir jamais été légalement mariée et part.

### Les premières affectations (1876-1878)

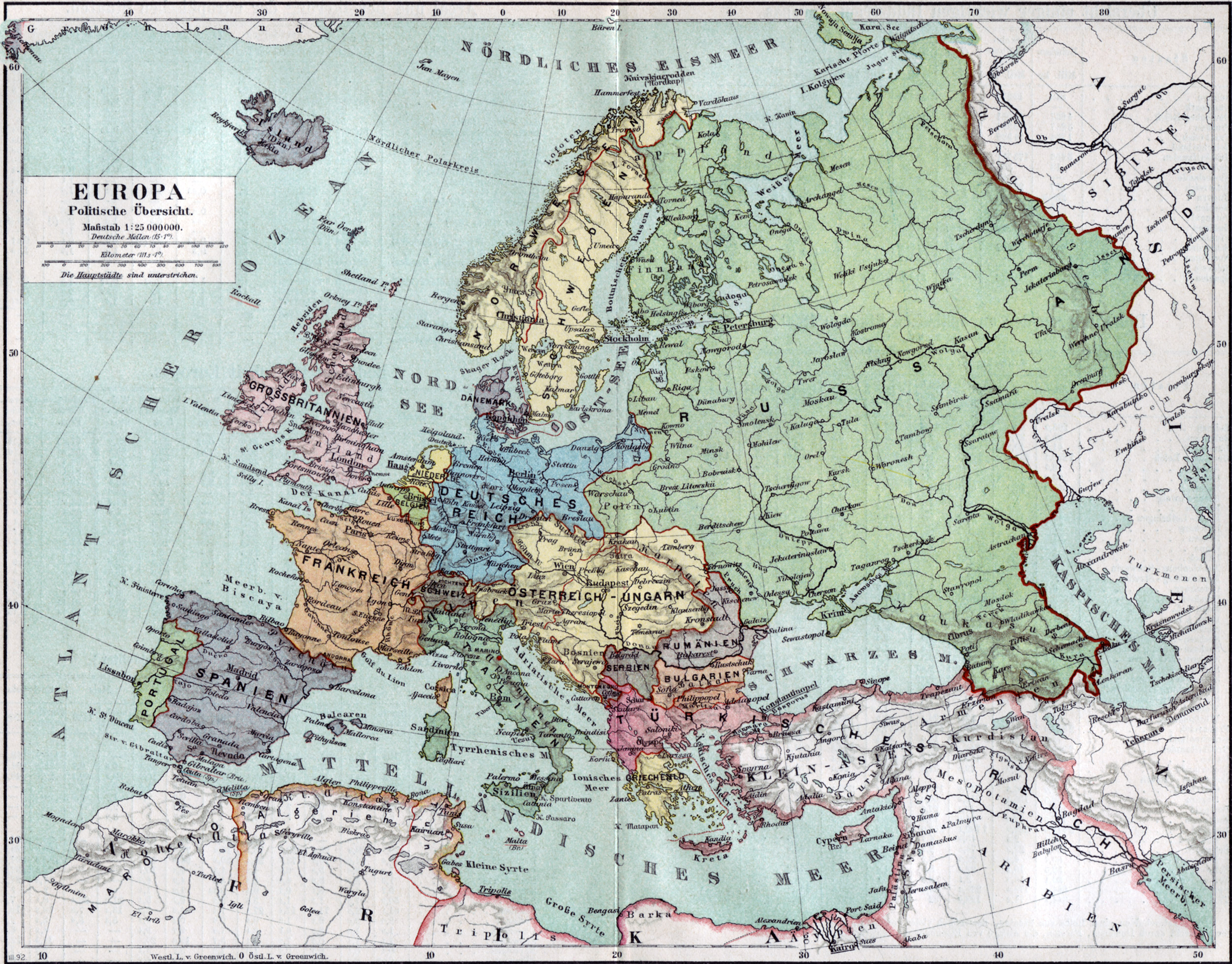
L'Europe à l'époque du voyage de Crispi en tant que président de la Chambre.

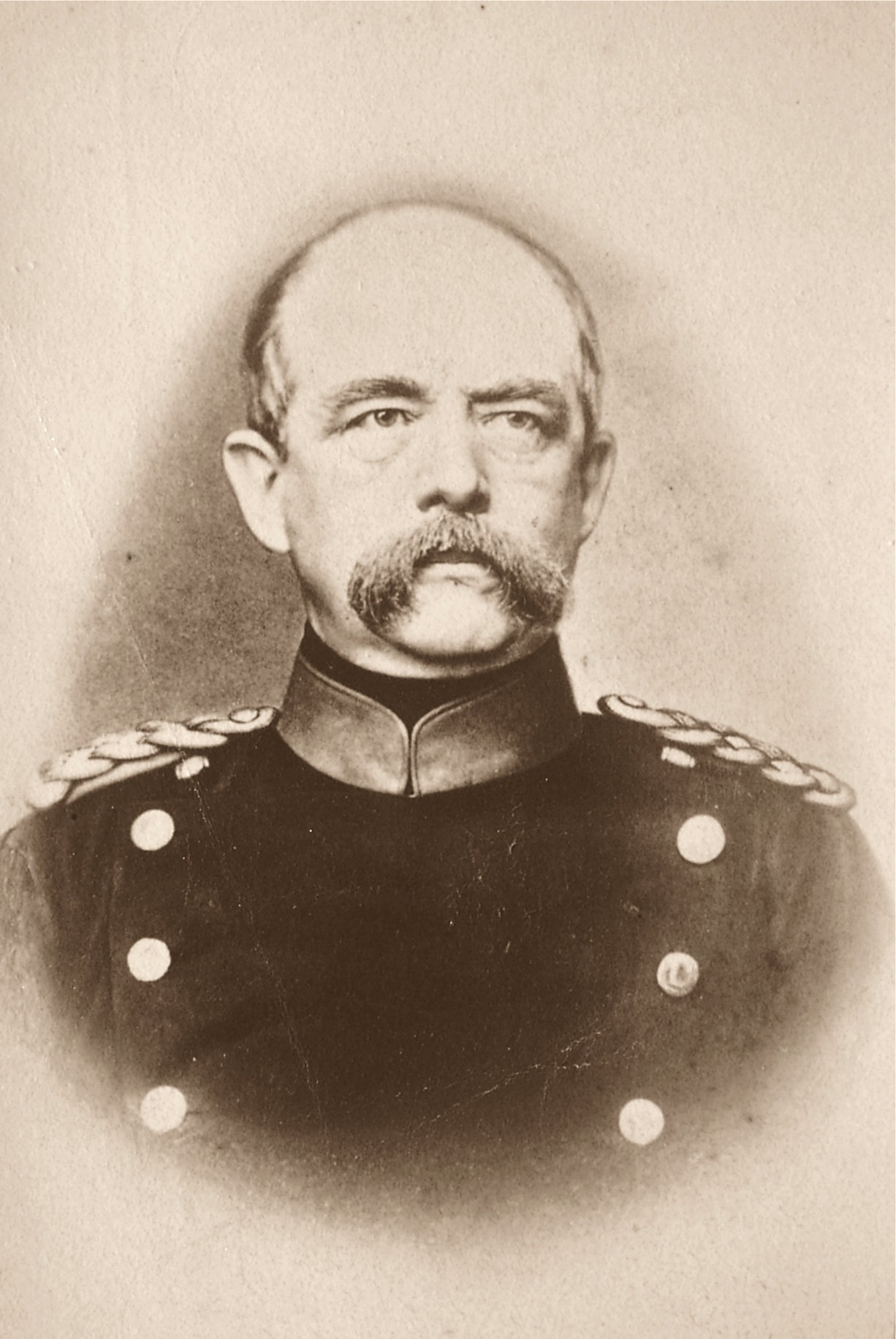
En 1877, Bismarck accepte la proposition de Crispi d'un accord italo-allemand contre la France, mais le gouvernement italien y renonce ensuite.

En 1873, à la mort de Rattazzi, il soutient la candidature à la direction de la gauche de Depretis.
Après la victoire électorale écrasante de la gauche aux élections de 1876, Crispi est élu président de la Chambre des députés le 21 novembre et, au début du conflit russo-turc, il est chargé de sonder à Berlin la possibilité d'une guerre commune entre l'Italie et l'Allemagne contre l'Autriche (pour acquérir des territoires subalpins) ou contre la France. Comme la mission devait rester secrète, on a pensé, pour brouiller les pistes, à étendre le voyage à d'autres capitales.

#### Le voyage en Europe
Avec le consentement de Vittorio Emanuele II et du Premier ministre Agostino Depretis, Crispi quitte Rome le 24 août 1877. Il s'arrête d'abord à Paris, puis se rend à Berlin et, le 17 septembre, rejoint le chancelier allemand Otto von Bismarck dans la station thermale de Gastein, en Autriche. Les deux hommes discutent de la proposition italienne et Bismarck se déclare immédiatement contre tout accord contre l'Autriche, alors qu'il est favorable à un accord contre la France et accepte d'en discuter avec l'empereur Guillaume Ier.
De retour à Berlin, le 24, Crispi revoit le chancelier qui confirme son intérêt pour une alliance offensive, qui serait déclenchée si la France mobilisait son armée, ainsi que pour une alliance défensive. L'étape suivante est la Grande-Bretagne, puis il retourne à Paris, le 11 octobre il part pour Vienne et le 25 il est de retour à Turin.
Le résultat le plus important de son voyage fut l'offre de Bismarck d'une alliance anti-française, que le gouvernement italien finit par ignorer. Cela incite le chancelier allemand à détourner les regards de la France de l'Alsace et de la Lorraine vers la Méditerranée et la Tunisie, un territoire auquel l'Italie s'intéresse également.

#### Ministre de l'intérieur pendant quelques mois
Après la chute du premier gouvernement Depretis en décembre 1877, due notamment à la mauvaise conduite du ministre de l'intérieur Giovanni Nicotera, Victor-Emmanuel II redonne le poste à Depretis qui veut remplacer Nicotera par Crispi, lequel accepte dans l'espoir de rétablir les relations entre les différents courants de la gauche.

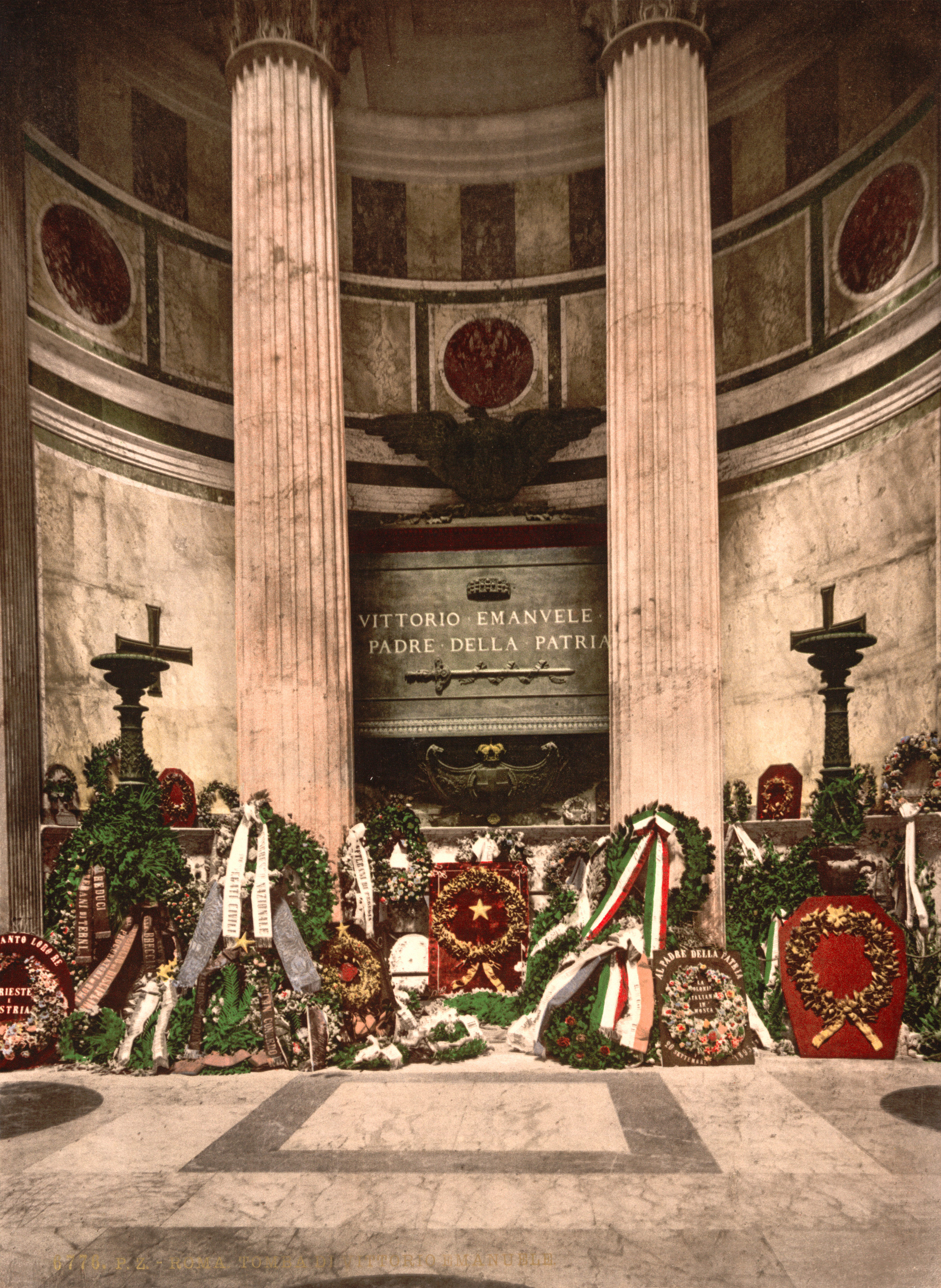
Le tombeau de Victor-Emmanuel II, que Crispi voulait au Panthéon.

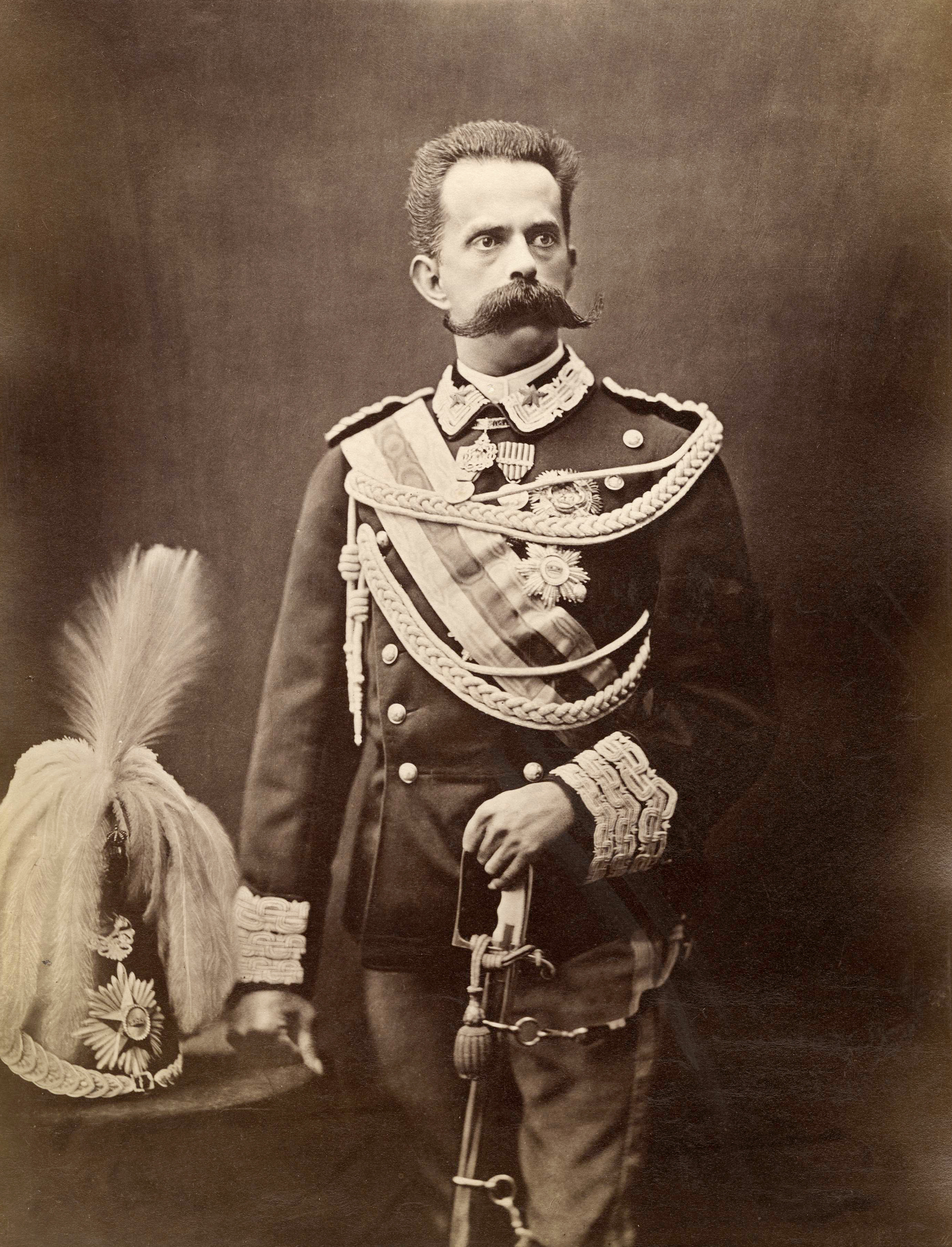
Humbert Ier

Le nouveau gouvernement entre en fonction le 26 décembre et Crispi est garant de l'ordre public lors des funérailles de Victor-Emmanuel II et de Pie IX. Il obtient que le roi soit enterré à Rome plutôt qu'à Turin (comme c'était la coutume pour les souverains de la maison de Savoie) et insista pour que son tombeau soit placé au Panthéon, le préférant à tout autre monument du catholicisme romain. Les funérailles attirent quelque 200 000 personnes à Rome sans incident. Crispi veille également à ce que le nouveau souverain reçoive le nom d'Humbert Ier et non d'Humbert IV, les milieux piémontais souhaitant souligner la continuité avec les monarques du royaume de Sardaigne.
Lorsque Pie IX meurt le 7 février 1878, Crispi veille à la régularité du conclave, interdisant toute manifestation de l'extrême gauche. En outre, à la demande du Vatican, il envoie la police sur la place Saint-Pierre pour éviter les désordres lors de l'exposition du corps du pape défunt et lors de ses funérailles.

#### L'accusation de bigamie
Ces succès n'empêchent pas les adversaires politiques de Crispi, parmi lesquels Nicotera, de le discréditer. L'occasion se présente lorsque Crispi, le 26 janvier 1878, épouse Lina Barbagallo à Naples. Ses adversaires ont retracé son acte de mariage avec Rose Montmasson à Malte et le 27 février, le journal de Rocco de Zerbi, Il Piccolo, a publié un article accusant le ministre de l'intérieur de bigamie. Le scandale éclate et Crispi tente d'y résister, mais lorsque la pression, également judiciaire, devient écrasante, il démissionne le 6 mars Deux jours plus tard, l'ensemble du gouvernement capitule.
Crispi confie l'affaire au Procureur royal de Naples, qui conclut que l'accusation de bigamie n'est pas fondée : le prêtre qui avait officié à Malte n'était pas autorisé à célébrer des mariages, l'acte dans les registres paroissiaux n'avait pas été dûment signé et Crispi n'avait pas enregistré le mariage dans les trois mois suivant son arrivée en Sicile en 1860 comme le prévoyait le code civil des Bourbons. Cependant, la substance de la faute n'est pas légale et Crispi reste responsable de la conduite d'une vie familiale irrégulière. Tout le monde à la cour lui est hostile et sa carrière politique semble terminée.

### Les années d'isolement (1878-1887)

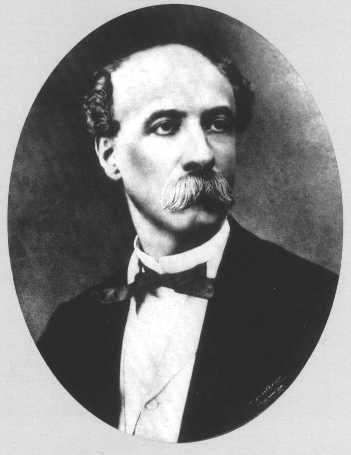
Après l'accusation de bigamie en 1878, Crispi a traversé une période d'isolement politique.

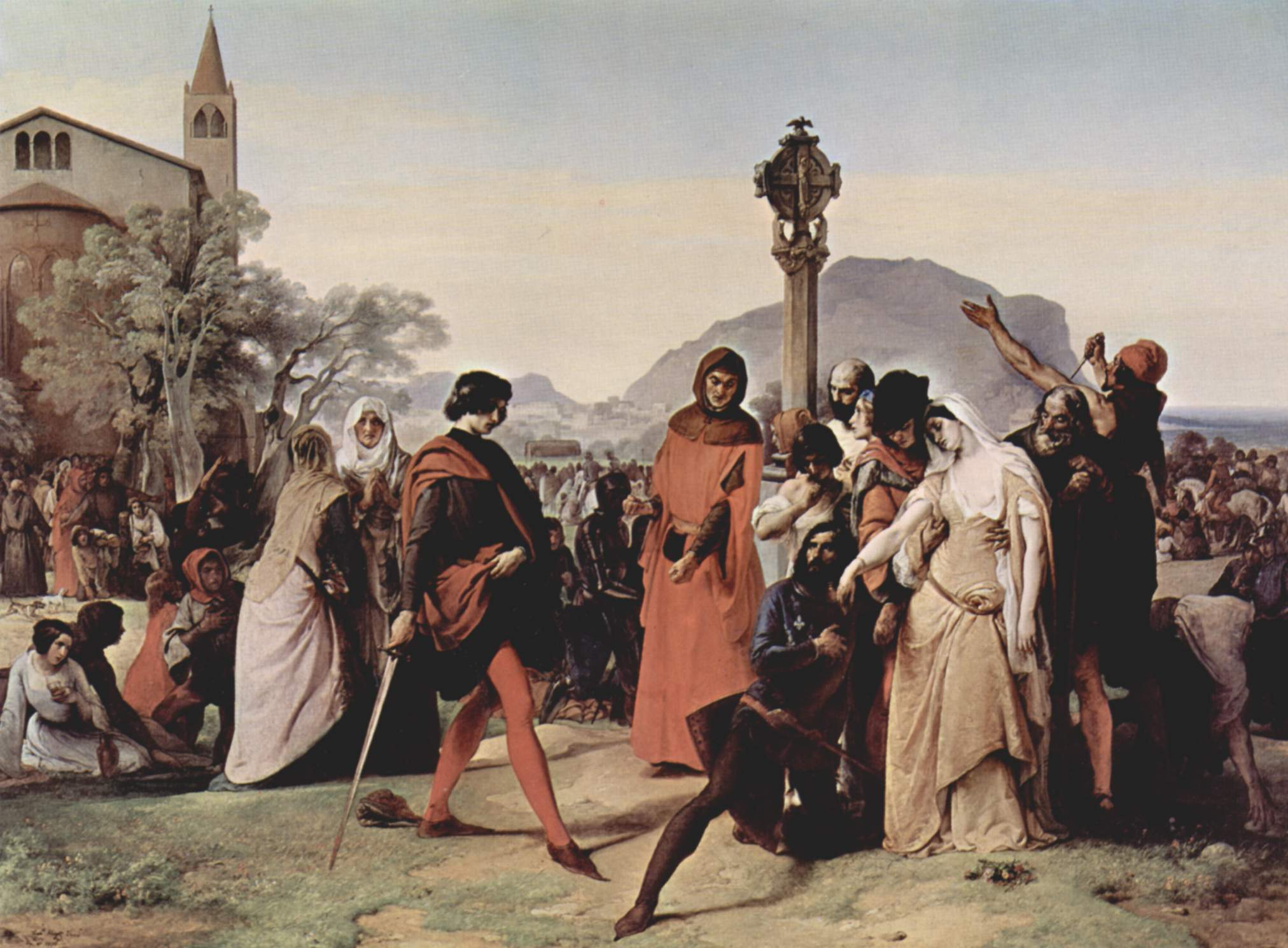
Les Vêpres siciliennes. En 1882, Crispi organise une grande manifestation à l'occasion du de la révolte anti-française.

Sa position politique de Crispi est affaiblie par le scandale. En 1879, face à la volonté du Parlement de discriminer le Mezzogiorno en ce qui concerne l'impôt sur la meunerie, Crispi décide de s'en éloigner physiquement et se retire à Naples. Mais en novembre 1880, il est de retour à Rome pour accuser le troisième gouvernement de Cairoli de faiblesse face à la pénétration de la France en Tunisie, un territoire autonome de l'Empire ottoman, auquel l'Italie aspire également. Il n'est pas écouté et en avril 1881, l'armée française envahit la Tunisie. Cet épisode convainc encore plus Crispi que la France est désespérément hostile à l'Italie.
Après la démission de Benedetto Cairoli et le retour au pouvoir de Depretis, en juin 1881, le projet de modification de la loi électorale arrive à la Chambre. Crispi est en faveur du suffrage universel masculin et sa suggestion que tous les hommes adultes dont l'alphabétisation a été attestée par un notaire puissent voter est acceptée. Un obstacle au recensement subsiste, mais grâce à l'argument de Crispi, près d'un demi-million d'Italiens (plus de 20 % du corps électoral) obtiennent le droit de vote.
La conséquence de l'élargissement du suffrage est le sentiment que l'Italie entre dans une période d'instabilité. Cette situation et l'isolement sur la scène internationale ont conduit à la conclusion de la triple alliance avec l'Allemagne et l'Autriche en mai 1882. Crispi n'a pas participé à la négociation de l'accord, mais a contribué à en préparer le terrain grâce à La Riforma et à une manifestation qu'il a organisée à Palerme à l'occasion du 600e anniversaire des Vêpres siciliennes, la révolte anti-française de 1282. À cette occasion, dans son discours du 31 mars, il a déclaré :
« On tempère les âmes aux grandes et généreuses œuvres par le souvenir des vertus des ancêtres. Un peuple qui oublie les gloires du patriotisme est un peuple en déclin. Le passé marque les devoirs de l'avenir ».
(Crispi, discours du 31 mars 1882. Dans Duggan, p. 503)
La presse française n'a aucun doute sur la signification de la célébration de Crispi et la condamne sévèrement.

#### La crise égyptienne et le voyage à Londres

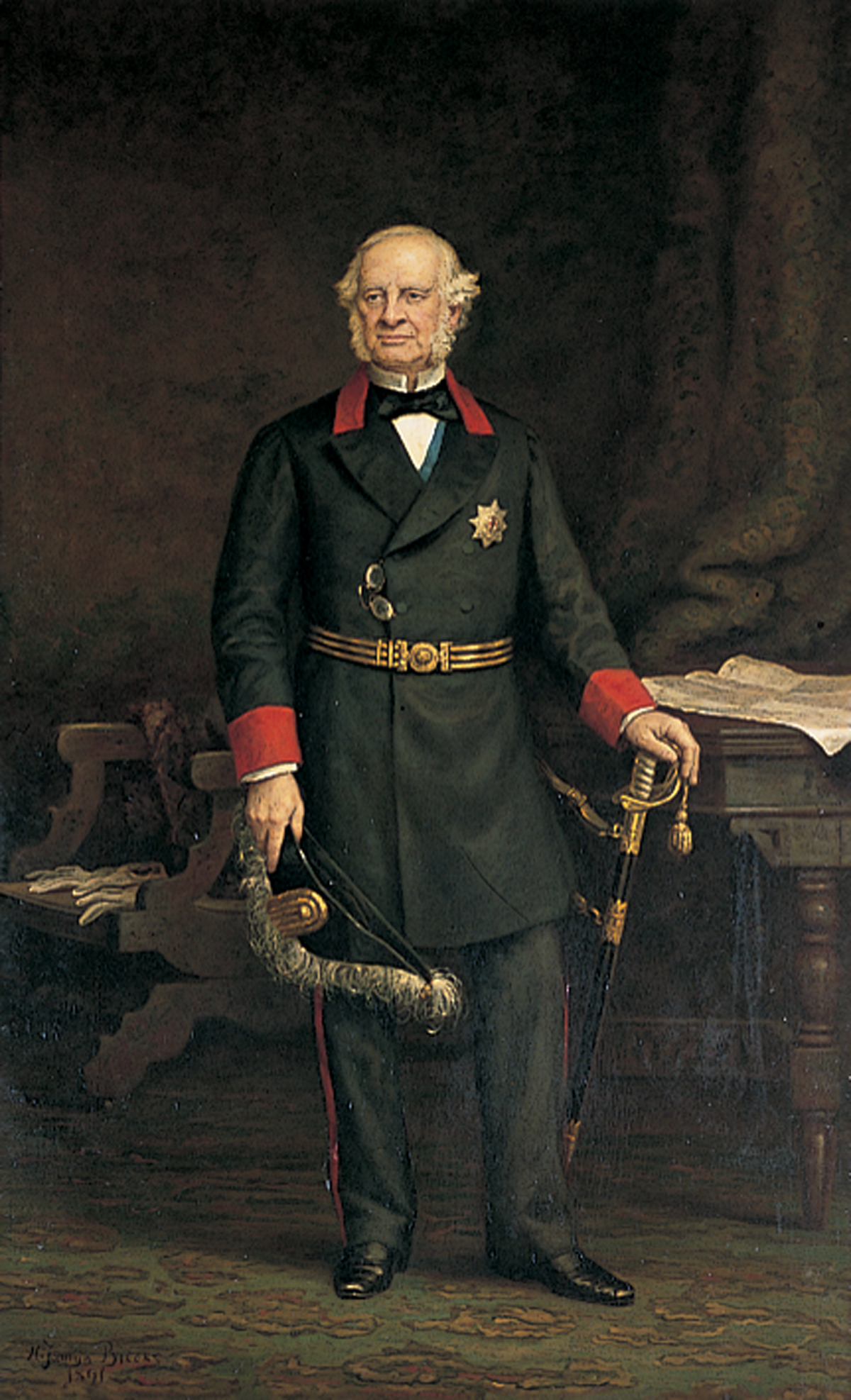
Le ministre britannique Granville et Crispi œuvrent pour une contribution italienne à l'expédition en Égypte, mais Depretis décline l'invitation.

Après la Tunisie occupée par les Français, Crispi s'intéresse en 1882 à un autre pays africain : l'Égypte où les intérêts britanniques et français sont menacés par des protestations populaires.
Crispi décide de partir pour un voyage à Londres dans l'intention de donner à l'Italie un rôle dans la prochaine expédition militaire et d'obtenir quelques résultats politiques. Le ministre des Affaires étrangères Pasquale Stanislao Mancini, du gouvernement Depretis, accepte et remet à Crispi une lettre d'introduction l'accréditant en tant que « représentant distingué de la nation ».
Crispi part le 10 juillet et, après une escale à Berlin où il s'assure que l'Allemagne alliée n'a rien contre son initiative, il s'embarque pour l'Angleterre. Avant qu'il n'atteigne Londres, l'ambassade britannique à Berlin informe son gouvernement que l'Italie souhaite participer à un corps expéditionnaire en Égypte. Le Premier ministre britannique William Ewart Gladstone, qui souhaite une action européenne, est enthousiaste et donne des instructions à son ministre des Affaires étrangères Granville Leveson-Gower qui, lorsqu'il se renseigne auprès du gouvernement italien, reçoit une réponse négative de Mancini. Crispi ne l'apprend qu'à Londres. Profondément déçu par la décision du gouvernement, Crispi dénonce en septembre la « politique internationale bourgeoise et imbécile » de Mancini et Depretis.

#### La Pentarchie

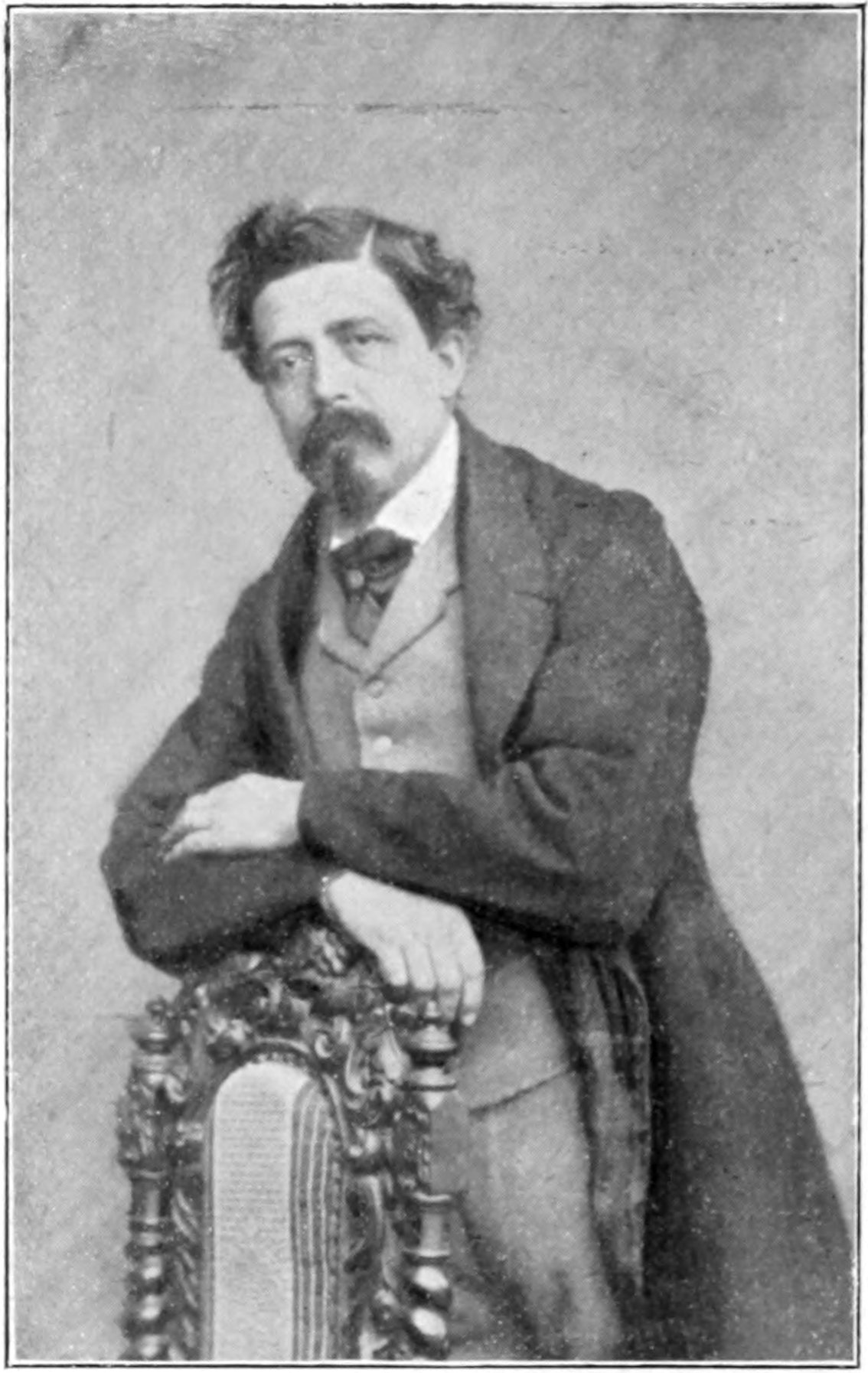
Benedetto Cairoli est l'un des fondateurs, avec Crispi, de la Pentarchie.

Dans l'intervalle, sur le plan de la politique intérieure, l'introduction de la réforme électorale a fait craindre la montée des votes extrémistes. Le chef de la gauche, Depretis, et celui de la droite, Marco Minghetti, entament ainsi une politique de collaboration. C'est la politique du transformisme, à laquelle s'oppose Crispi qui a toujours prôné le bipartisme sur le modèle anglais. Comme lui, à gauche, Cairoli, Nicotera, Giuseppe Zanardelli et Alfredo Baccarini refusent de suivre Depretis. Au cours de l'été 1883, tous les cinq lancent un mouvement politique appelé la « Pentarchie ».
Le nouveau parti est cependant assez fragile : Crispi, Nicotera et Zanardelli sont des hommes querelleurs à forte personnalité exprimant des différences politiques sur les affaires étrangères, le protectionnisme et la réforme fiscale. La politique étrangère est en effet l'une des principales préoccupations de Crispi, et en mai 1885, il critique l'initiative gouvernementale d'envoyer un contingent militaire à Massaoua, port de la côte érythréenne dont il mettait en doute l'importance stratégique.
Crispi mène la campagne électorale de 1886 sur des questions sociales et morales. Le vote des 23 et 30 mai divise l'Assemblée plus ou moins en deux : la majorité compte environ 285 députés et l'opposition 225, dont 145 députés de la Pentarchie.
La majorité est plus faible qu'auparavant et après l'épisode de Dogali, au cours duquel une colonne de soldats italiens en Érythrée est exterminée par les Éthiopiens, le Premier ministre Depretis démissionne le 8 février 1887. Depretis, qui est vieux et malade, offre à Crispi le ministère de l'Intérieur après la nouvelle nomination d'Umberto Ier. Crispi accepte à la condition de faire entrer Zanardelli au gouvernement et un non-modéré au ministère de l'Éducation. Zanardelli est nommé ministre de la Justice et Michele Coppino est appelé au ministère de l'éducation. Après neuf ans, Crispi est de retour au pouvoir et tout porte à croire qu'il succèdera à Depretis.
Crispi accepte la participation de l'Eglise aux obsèques nationales des militaires tués à Dogali, marquant la volonté de rapprochement de celui qui s'était opposé à la loi des Garanties, avec le pouvoir catholique au nom de la concorde nationale.

### Le premier et le deuxième gouvernement Crispi (1887-1891)

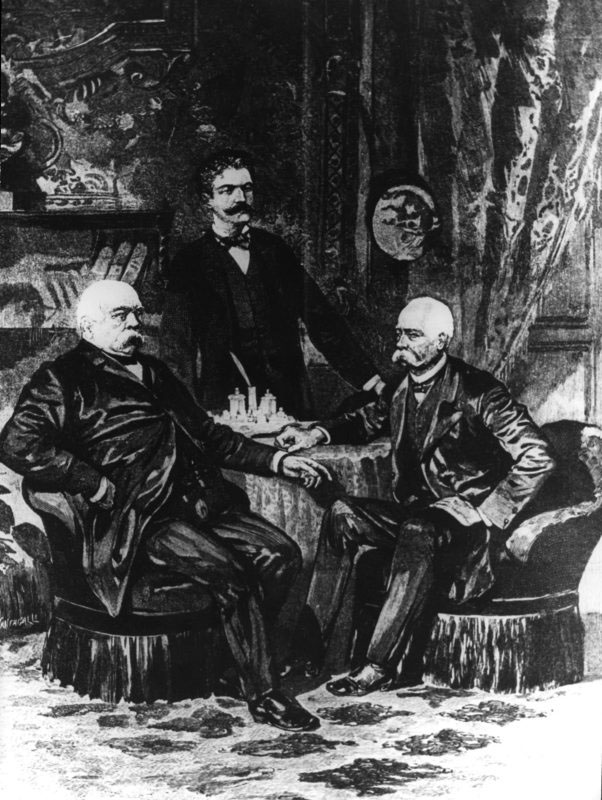
La rencontre de Friedrichsruh en 1887 entre Bismarck (à gauche) et Crispi (à droite) rapproche l'Allemagne et l'Italie.

À la mort de Depretis, le 29 juillet 1887, le roi Humbert Ier demande à Crispi d'assurer l'intérim du ministère des Affaires étrangères. Crispi accepte et, le 7 août, il est nommé Premier ministre, devenant ainsi le premier chef de gouvernement d'origine méridionale. Le roi le préfère en raison de son soutien à la Triple Alliance et de sa conviction de constituer une armée forte, bien que son manque de modération soit une source d'inquiétude.

#### La visite à Bismarck en 1887
Dans le nouvel exécutif, Crispi conserve les ministères de l'Intérieur et des Affaires étrangères. Fort de cette concentration de pouvoir, il rencontre Bismarck le 30 septembre 1887 à Friedrichsruh (près d'Aumühle, où le Chancelier a des propriétés). Les deux hommes discutent des équilibres internationaux et Crispi espère la survie de l'Empire ottoman ou, à défaut, la création de régions autonomes à partir de ses possessions en Europe. Il propose également une convention militaire pour la Triple Alliance à activer en cas de guerre, ce que Bismarck accepte. En ce qui concerne l'Afrique, il est opposé à une guerre avec l'Éthiopie et accepte le conseil de Bismarck d'utiliser la Grande-Bretagne comme médiateur.
Le voyage a une valeur politique considérable : la presse française spécule sur la signification de la visite et le ton des commentaires est hostile. La Russie réagit également avec une grande irritation. En Italie, en revanche, le roi s'enthousiasme pour la perspective d'un plan militaire avec l'Allemagne.

#### La réforme de l'administration de l'État
Le projet de loi le plus important de cette période est le « Riordinamento dell'amministrazione centrale dello Stato » (réorganisation de l'administration centrale de l'État), avec lequel Crispi souhaite renforcer la figure du chef du gouvernement. Dès le 4 septembre 1887, il crée le secrétariat de la présidence du Conseil, dont les tâches consistent à examiner les décrets-lois avant qu'ils ne parviennent au Parlement et à tenir le président constamment informé de l'état de la nation.

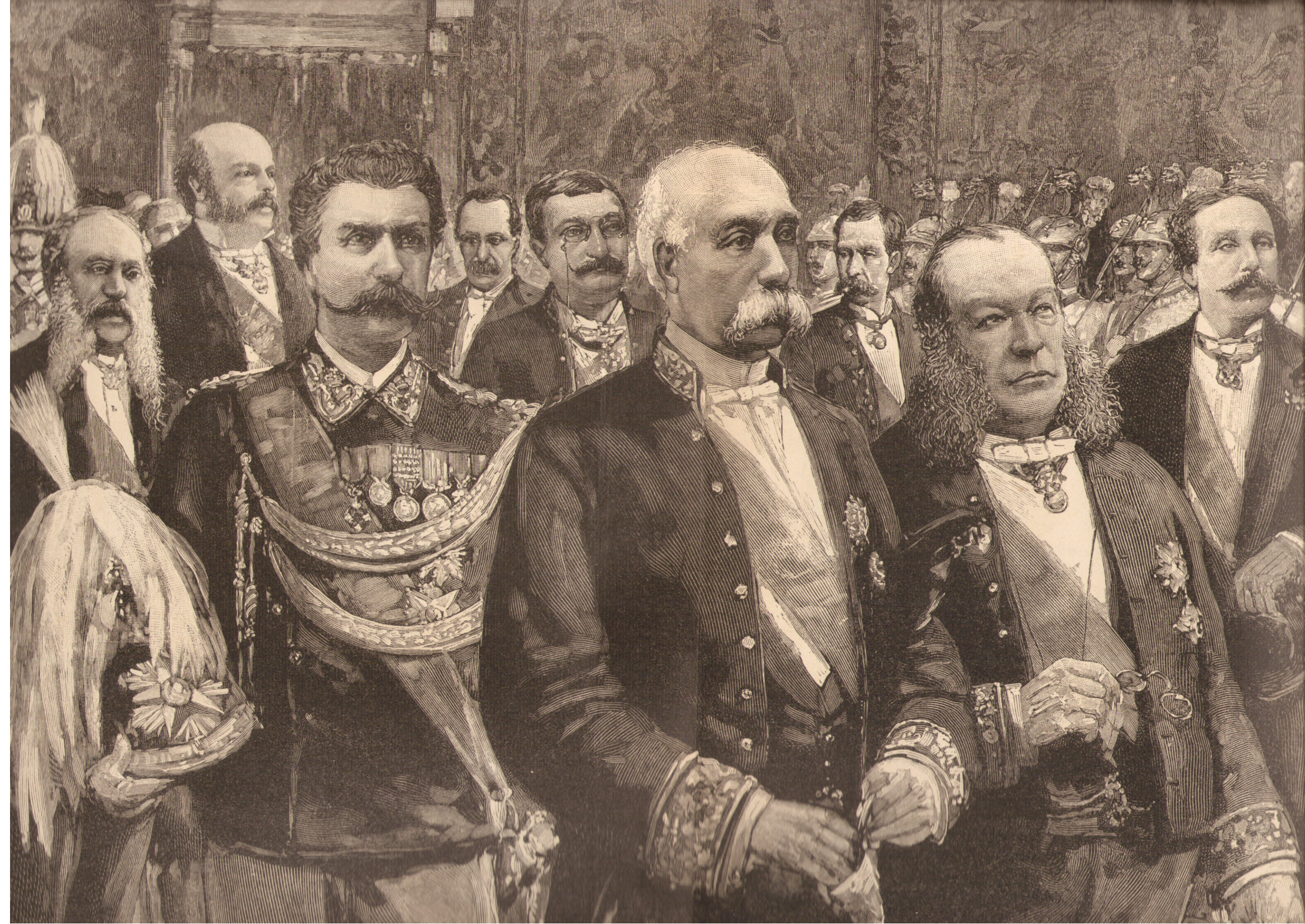
Crispi et ses ministres au Quirinale la veille du Nouvel An 1888. À la gauche de Crispi, le ministre des Finances Agostino Magliani; immédiatement derrière, le ministre de la Guerre Ettore Bertolè Viale.

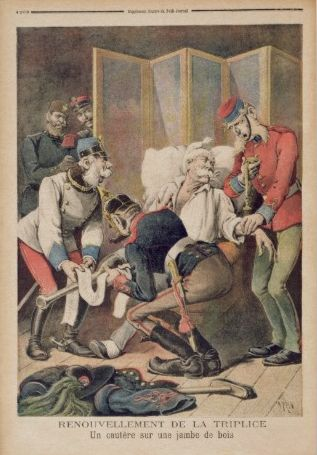
La presse française se moque de la Triple Alliance et de la faiblesse de l'Italie, sur laquelle figure, non par hasard, le visage de Crispi.

Le projet de loi vise à séparer les rôles de l'exécutif et du Parlement, afin de libérer le premier des jeux politiques du second. Le premier point du projet de loi donne à l'exécutif le droit de décider du nombre et des fonctions des ministères. Elle vise également à laisser le roi (que le Statut albertin plaçait à la tête de l'exécutif) libre de décider de l'organisation des différents départements. Le deuxième point prévoyait la création de sous-secrétaires, qui devaient assister les ministres et, en même temps, être leur porte-parole au Parlement. Malgré l'opposition, la loi est adoptée le 9 décembre 1887 à la Chambre et deux mois plus tard au Sénat.
Hostile au transformisme, Francesco Crispi essaye par cette réforme de l’État de dépasser les logiques partisanes en concentrant le pouvoir sur le président du conseil et l’administration publique tout en limitant les effets de l'émergence des partis de masses par l’assurance d'une bourgeoisie hégémonique qui doit s’identifier à l’État, au-delà des partis.

#### Accords militaires avec l'Allemagne et l'Autriche
Après la rencontre de Friedrichsruh entre Crispi et Bismarck, ce dernier avait suggéré au gouvernement britannique d'intercéder auprès de l'Éthiopie afin que le roi Yohannes IV puisse faire la paix avec l'Italie. De cette façon, l'armée italienne pourrait rester en Europe. Le Premier ministre britannique Salisbury accepte et Crispi peut annoncer au printemps 1888 que sa politique en Afrique vise la paix.
En outre, le 12 décembre 1887, l'Italie, la Grande-Bretagne et l'Autriche signent, sur proposition de Bismarck, ce que l'on appelle le deuxième accord méditerranéen, par lequel Crispi et le ministre autrichien des Affaires étrangères Gusztáv Kálnoky s'engagent à maintenir le statu quo en Europe de l'Est.
En Europe occidentale, en revanche, les anticipations de guerre sont fortes tant en Italie qu'en Allemagne et s'amplifient chaque jour, notamment en raison des querelles que Crispi orchestre avec la France qu'il considère alliée du Pape pour la restauration des États pontificaux et porteuse d'instabilité en Europe, Ainsi, Crispi dénonce le traité de commerce avec la France en décembre 1887 et refuse d'ouvrir un pavillon italien à l'exposition universelle de Paris en 1889. À Berlin, Bismarck est presque isolé dans sa tâche de maintien de la paix et les termes de la convention militaire italo-allemande, signée le 28 janvier 1888, sont conditionnés par le désir de rendre une guerre contre la France attrayante pour l'Allemagne. L'Italie s'engage, probablement sur proposition de Crispi, à envoyer 200 000 hommes pour soutenir le flanc gauche de l'armée allemande sur le Rhin en cas de conflit.
La France commence à se préparer au pire et l'activité de la base navale de Toulon s'intensifie. Crispi, qui connaît les limites de la flotte italienne par rapport à la flotte française, tente d'obtenir le soutien politique de l'Autriche. Par conséquent, lorsqu'en février 1888, Kálnoky a invité Crispi à se joindre à l'Autriche et à l'Allemagne pour garantir l'indépendance de la Roumanie, le Premier ministre italien a accepté.
La guerre avec la France n'éclate pas en 1888 et la conséquence est que l'objectif de Crispi dans les mois suivants est d'augmenter les dépenses militaires : une armée et une marine plus fortes auraient rendu une guerre préventive plus attrayante.

#### Le code Zanardelli et la réforme des communes

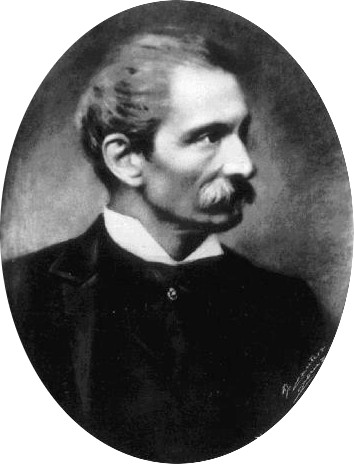
La réforme du code pénal adoptée par le gouvernement Crispi porte le nom de son auteur, Giuseppe Zanardelli.

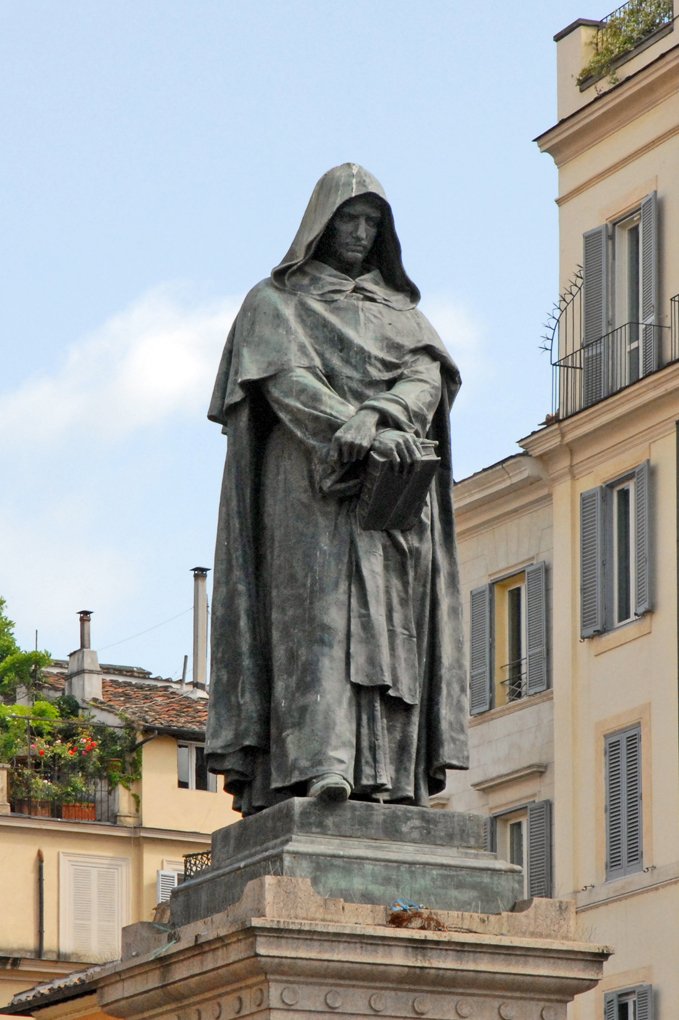
La statue de Giordano Bruno à Rome, voulue par Crispi et tournée comme un signe d'avertissement vers le Vatican

Une fois la tension avec la France retombée, le Premier ministre se concentre sur la politique intérieure. Il craignait que Rome ne soit encore tentée par le pouvoir temporel des papes. Aussi, lorsque le maire de la capitale, Leopoldo Torlonia, rendit visite au vicaire pontifical en 1887 pour le jubilé de Léon XIII et fit une génuflexion, Crispi parvint à le congédier. Tout comme l'inauguration en 1889 de la statue de l'hérétique Giordano Bruno exprime l'intention de Crispi d'imprimer à Rome le sceau de la modernité.
La même année, le nouveau code pénal est entré en vigueur, abolissant la peine de mort et sanctionnant formellement le droit de grève. L'essentiel du travail avait été fait avant que Crispi ne devienne Premier ministre, et comme c'est Giuseppe Zanardelli qui l'avait fait, la réforme a été baptisée de son nom.
Une autre réforme libérale fut celle des collectivités locales, dont Crispi fit approuver la loi par la Chambre en juillet 1888 en trois semaines seulement. La nouvelle loi a presque doublé l'électorat local car elle prévoyait une exigence de recensement beaucoup plus faible que pour les élections générales. Mais la partie la plus controversée de la loi concerne les maires, auparavant nommés par le gouvernement, qui sont désormais élus par les municipalités de plus de 10 000 habitants et toutes les capitales de province, de district et d'arrondissement. L'élargissement du suffrage s'accompagne cependant d'un renforcement des pouvoirs tutélaires de l'État et le préfet est placé à la tête des conseils administratifs provinciaux, organe de contrôle du gouvernement. La réforme est approuvée par le Sénat en décembre 1888 et entre en vigueur en février 1889.

#### Le militarisme et le nouveau gouvernement
Pendant ce temps, les relations amicales avec l'Allemagne se poursuivent. La visite du nouvel empereur allemand Guillaume II à Rome en 1888 est la première visite d'un monarque étranger dans la nouvelle capitale ainsi légitimée par une grande puissance chrétienne.
Après le succès de l'événement, Crispi se concentre sur le renforcement de l'armée et, en décembre, il présente au Parlement un projet de loi visant à porter les dépenses militaires à un tiers des dépenses de l'État. Crispi invoque l'exceptionnalité de la situation européenne et au fait que toutes les nations s'arment. La loi est adoptée, mais les tensions dans le pays ne cessent de croître
Impopulaire, le ministre des Finances et du Trésor Agostino Magliani est remplacé au Trésor par Costantino Perazzi qui annonce une augmentation des impôts en février 1889. Les représentants de la droite et de l'extrême gauche s'unissent pour bloquer les nouvelles mesures et le Premier ministre décide de démissionner le 28 du même mois. Pour le gouvernement suivant, Umberto I renouvelle sa confiance à Crispi qui, en conservant les Affaires étrangères et l'Intérieur, forme un exécutif plus à gauche que le premier avec une base parlementaire plus solide que la précédente.
Une fois la crise terminée, en mai 1889, le roi Umberto I retourne la visite de Guillaume II et se rend à Berlin avec Crispi qui en profite pour rencontrer Bismarck et son entourage. Avec un certain nombre de personnalités, dont le chef d'état-major Alfred von Waldersee, le Premier ministre avoue que si le moment n'est pas encore venu de faire la guerre à la France, il a l'intention de reprendre Nice et, sur le front autrichien, s'intéresse au Tyrol du Sud.

#### La politique coloniale et le traité de Wouchalé

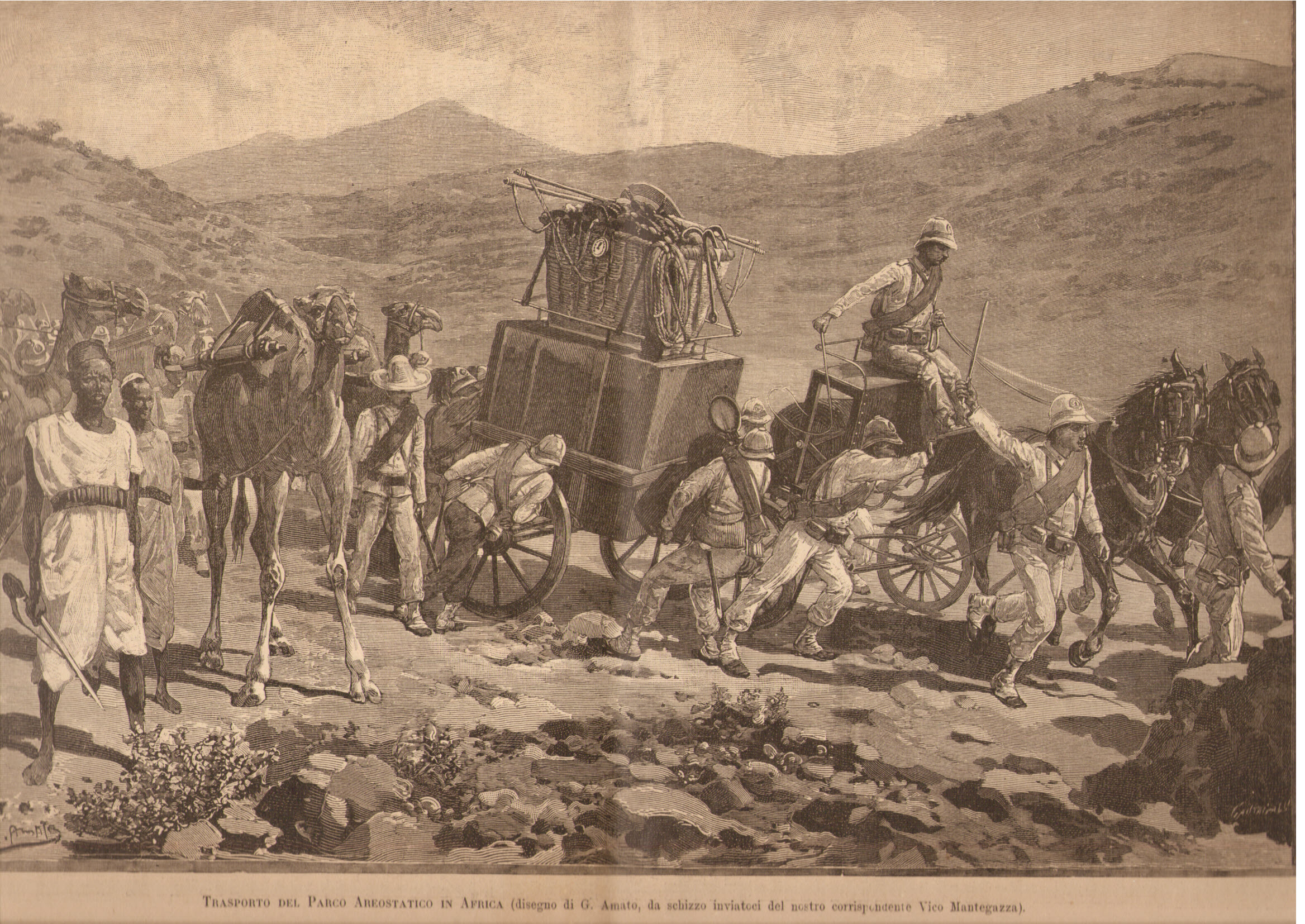
Érythrée 1888 : le parc à ballons de l'expédition italienne.

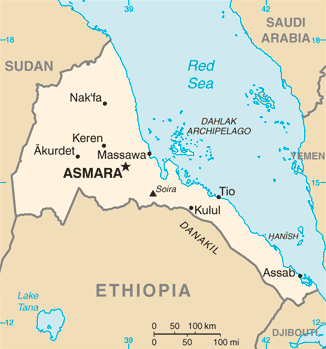
Après la marche de l'armée italienne de Massaoua à Asmara voulue par Crispi, en 1890, la première colonie italienne est née : l'Érythrée.

Francesco Crispi affirme dès 1866 que l’Italie « a besoin d’un baptême de sang : elle le doit à elle-même, pour que les grandes nations d’Europe sachent qu’elle aussi elle est une grande nation, et qu’elle est suffisamment forte pour se faire respecter dans le monde ».
Aussi, après avoir stabilisé la situation en Europe, Crispi accentue la politique coloniale de l'Italie en Afrique en se tournant vers l'Afrique orientale, où le roi de Choa, Menelik II, est devenu le rival de son empereur, le Négus Yohannes IV. Ce dernier mène depuis 1885 une guerre rampante contre l'Italie, qui a été vaincue à Dogali en 1887. Naturellement, donc, Rome soutient Menelik dans sa lutte pour renverser le Négus.
À la fin de l'année 1888, il semble que la guerre entre les deux rivaux soit sur le point d'éclater et Crispi demande au ministre de la Guerre Ettore Bertolè Viale de profiter de la situation, de passer à l'offensive et d'occuper Asmara. Le ministre prend son temps, et hésite même après que Yohannes IV soit mort au combat aux mains des mahdistes en mars 1889.
Crispi réussit cependant à s'imposer à Bertolè et les forces italiennes commencent leur progression vers Asmara. Le 2 mai, Menelik, devenu lui-même empereur, conclut avec l'Italie le Traité de Wouchalé, dans lequel il reconnaît les droits de l'Italie sur la ville et une grande partie du plateau érythréen. Il accepte également, comme semble l'indiquer l'article 17, un protectorat italien sur l'Éthiopie, obtenant en échange la poursuite de l'aide italienne pour la soumission de son empire.
Le Premier ministre ne juge pas nécessaire de soumettre le traité au Parlement, car l'Italie est toujours en guerre et le roi est constitutionnellement libre d'agir. Cependant, certains députés d'extrême gauche et d'extrême droite protestent et, en juin, une motion est déposée pour imposer une autorisation parlementaire pour toute nouvelle dépense en Afrique. Crispi menace de démissionner et la motion est rejetée. D'autre part, l'enthousiasme pour l'expansion en Afrique se répand rapidement dans le pays et les opposants au colonialisme tels que le ministre Giovanni Giolitti et le poète Giosuè Carducci changent d'attitude. Asmara est finalement occupée en août 1889 et la première colonie italienne, l'Érythrée, voit officiellement le jour en 1890.

#### Réformes de la santé et de la justice

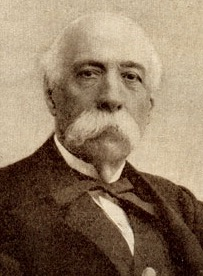
Francesco Crispi fait adopter une loi établissant le principe selon lequel l'État est responsable de la santé de ses citoyens.

Outre le code Zanardelli et la réforme des communes, Crispi a également participé à la réforme de la santé publique et à celle de la protection des citoyens contre les abus administratifs de l'État.
L'épidémie de choléra de 1884-1885 avait fait près de 18 000 victimes en Italie. Dès son arrivée au pouvoir, Crispi crée la Direction de la santé publique au sein du ministère de l'Intérieur, impliquant pour la première fois les médecins dans le processus décisionnel. En outre, une loi spécifique de 1888 transforme le Conseil supérieur de la santé en un organe de spécialistes médicaux plutôt que d'administrateurs et crée la figure du médecin provincial. La loi a établi le principe selon lequel l'État est responsable de la santé de ses citoyens. Les prostituées des maisons closes subissaient des contrôles médicaux réguliers et celles qui contractaient des maladies vénériennes recevaient un traitement approprié.
La loi pour la protection des citoyens contre les abus administratifs est votée en mars 1889 et prévoit la création d'une nouvelle section du Conseil d'État pour traiter les litiges portés par les citoyens victimes de la bureaucratie et qui ont désormais accès à un organe judiciaire indépendant.

#### L'attentat de Naples, les congrégations et la crise gouvernementale
La série de satisfactions politiques est interrompue, le 13 septembre 1889, par un événement qui jette Crispi dans le désespoir. Le Premier ministre était à Naples ce jour-là pour ses vacances d'été et faisait sa promenade habituelle en calèche avec sa fille. Alors qu'ils marchaient le long de la via Caracciolo, l'étudiant Emilio Caporali a violemment jeté deux pierres sur Crispi qui a été touché à la mâchoire par l'une d'elles. La blessure était importante mais pas grave et il a eu besoin de cinq points de suture. L'agresseur, un républicain, a été arrêté et diagnostiqué comme souffrant de troubles mentaux. À partir de ce jour, l'humeur de Crispi change, il devient morose et envisage de démissionner, mais une lettre sincère de Rattazzi l'en dissuade.

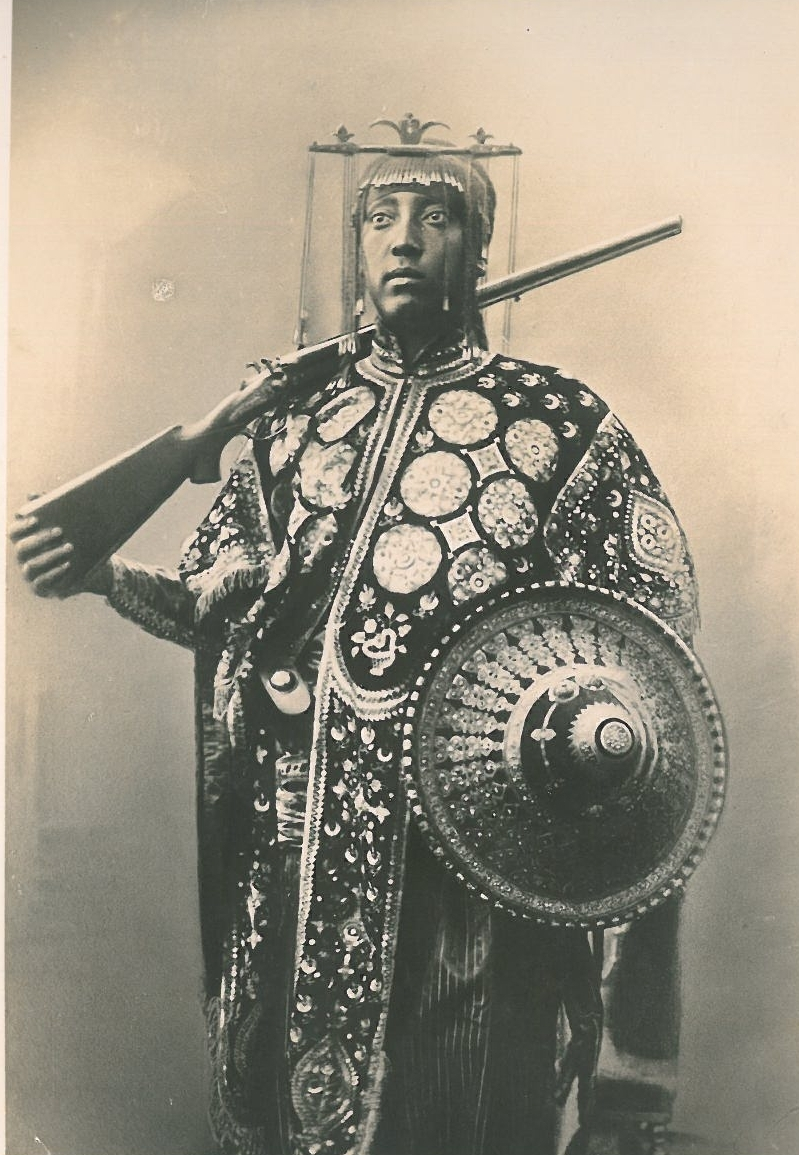
L'une des causes de la chute du deuxième gouvernement Crispi est la renonciation par l'empereur d'Éthiopie Menelik II à son protectorat sur l'Italie.

Quelques mois plus tard, en effet, le président du Conseil travaillait déjà à une autre réforme. La réforme stipulait que dans un État moderne, la responsabilité de l'assistance aux nécessiteux devait incomber aux autorités publiques. Les communes étaient donc tenues de créer une « congrégation de charité », un organisme dont la tâche consistait à s'occuper des pauvres locaux et de la plupart des œuvres de charité. Les nominations étaient effectuées par le conseil municipal : les femmes étaient autorisées, mais pas les curés. Pour contrôler ces congrégations, Crispi stipule que les décisions les plus importantes et leurs comptes doivent être approuvés par le conseil provincial, dirigé par le préfet. La loi, discutée entre 1889 et 1890, est approuvée, alors qu'en décembre 1889, le pape Léon XIII la condamne comme antireligieuse.
Le résultat est que les élections du 23 novembre 1890 sont un triomphe extraordinaire pour Crispi. Sur 508 députés, 405 se sont rangés du côté du gouvernement. Mais dès le mois d'octobre, les premiers signes d'une crise politique étaient apparus. Menelik avait contesté le texte italien du traité d'Uccialli, affirmant que la version amharique n'obligeait pas l'Éthiopie à utiliser l'Italie pour sa politique étrangère. L'Éthiopie ne se considère donc pas comme un protectorat de l'Italie. Menelik en informe la presse étrangère et le scandale éclate. Le ministre des Finances Giolitti a été le premier à quitter le gouvernement.
En janvier 1891, la situation s'aggrave en raison de la décision de Crispi de mettre de l'ordre dans le secteur financier en menaçant les revenus d'un grand nombre de députés et de leurs amis. Le Premier ministre a ensuite présenté un projet de loi qui vise à réduire le nombre de préfectures pour des raisons de dépenses publiques, mais qui porte préjudice aux parlementaires qui les utilisent dans leurs campagnes électorales. L'événement décisif a toutefois été le document publié par le nouveau ministre des finances, Bernardino Grimaldi, qui a révélé que le déficit prévu était plus élevé que prévu. Le 31 janvier, au cours d'une séance tumultueuse, la Chambre est divisée et le deuxième exécutif de Crispi est rejeté par 186 voix contre 123.

### Les gouvernements Rudinì et Giolitti (1891-1893)
À la chute de Crispi, Umberto Ier confie la tâche de former un nouveau gouvernement au marquis Rudinì. L'exécutif vit difficilement jusqu'aux premiers jours de mai 1892, jusqu'à ce que Giolitti le mette en minorité et soit à son tour nommé par le roi. Le premier gouvernement Giolitti n'a cependant qu'une faible majorité et, en décembre 1892, il est impliqué dans le scandale de la Banca Romana pour des gains illégaux.
Umberto Ier est également compromis et la position de Crispi est grandement renforcée : il peut à tout moment renverser le gouvernement ou mettre en danger la réputation du roi s'il s'exprime. Giolitti et Rattazzi se sont défendus en essayant de rassembler des documents compromettants contre Crispi, mais l'enquête judiciaire sur la Banca Romana a laissé ce dernier essentiellement indemne.
En octobre 1893, avec l'aggravation de la crise financière et le soulèvement des fasci ouvriers siciliens, les voix réclamant le retour de Crispi se font insistantes. Le mois suivant, le rapport final sur la Banca Romana est présenté au Parlement : Giolitti en sort très mal et le 24, il annonce sa démission à la Chambre.

### Les troisième et quatrième gouvernements Crispi (1893-1896)

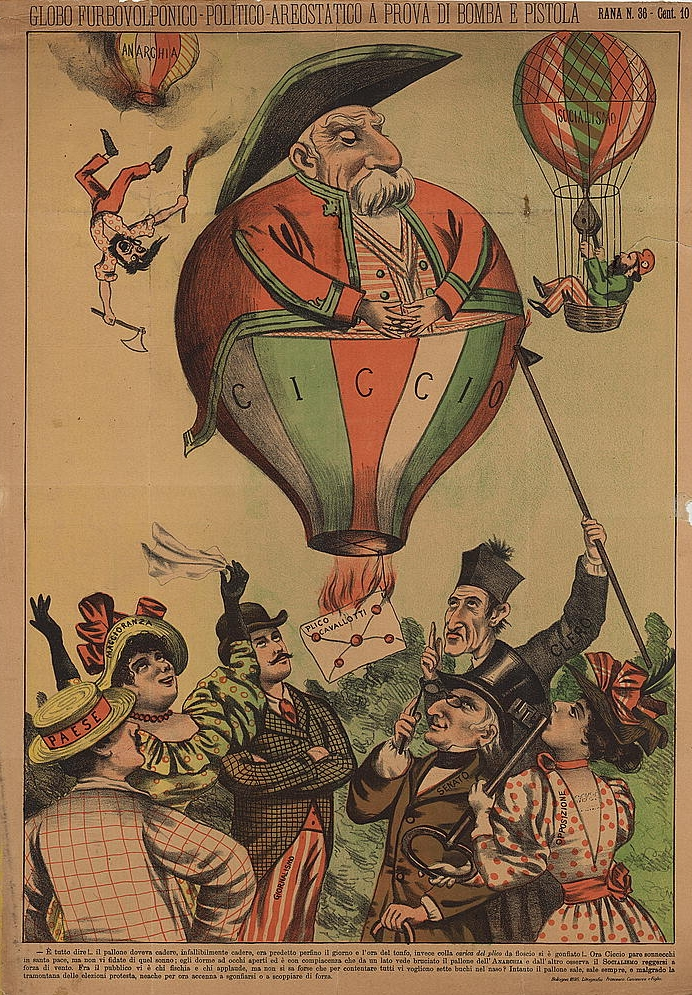
1895 : Crispi, en tant que « globe politique furbovolponique à l'épreuve des bombes et des fusils » nommé « Ciccio », plane dans les airs en brûlant l'enveloppe contenant les accusations portées contre lui. En haut, l'anarchie tombe, et le socialisme est en difficulté. La majorité a applaudi, le pays, le journalisme et le Sénat ont observé, l'opposition a hué et le clergé a tenté en vain de percer le « globe ».

Le 25 novembre 1893, le roi convoque Crispi et, après diverses négociations, le 15 décembre, le gouvernement est prêt. Son point fort était les ministères économiques, avec Sidney Sonnino aux Finances et au Trésor, Giuseppe Saracco aux Travaux publics et Paolo Boselli à l'Agriculture. Alberto Blanc prend le ministère des Affaires étrangères et Crispi garde pour lui le ministère de l'Intérieur.

#### Les Fasci siciliens et le Parti socialiste ouvrier
Avec la naissance du Partito dei Lavoratori Italiani en 1892, la combativité ouvrière commence à augmenter avec des effets particulièrement importants en Sicile où le mouvement prend le nom de « Fasci siciliani » (Faisceaux siciliens).
La première tâche de Crispi en tant que Premier ministre a été de faire face à cette situation. Alors que dans un discours à la Chambre le 4 juin 1875, il dénonce les mesures d'exception portées par la droite historique (« Comment voulez-vous qu’un pays qui a été gouverné pendant quinze ans avec l’état de siège, la répression, la résidence surveillée […] se trouve dans un état normal, que la morale de ce pays, que le cœur et l’âme de ses habitants, soient emplis de calme et de tranquillité, alors que vous les avez excités, que vous les avez tourmentés, jusqu’à faire croire que vous êtes leurs ennemis et non le gouvernement de la réparation et de la liberté ? »), Crispi obtient la proclamation de l'état de siège sur l'île le 2 janvier 1894, en alimentant la rumeur improbable d'un mouvement fomenté par les Français en accord avec le Vatican.
Le général Roberto Morra est nommé chef des troupes avec les pleins pouvoirs. Bien que de constitutionnalité douteuse, l'action de Crispi a reçu un soutien considérable et lorsque le parlement a débattu de la question, le gouvernement a obtenu une majorité écrasante.
40 000 soldats sont envoyés en Sicile pour rétablir violemment l'ordre. Durant sept mois, des milliers de suspects sont arrêtes et des exécutions arbitraires ont lieu. Des tribunaux militaires sont mis en place, les réunions publiques sont interdites, les armes sont confisquées, la censure de la presse est instaurée et les suspects sont interdits d'entrée sur l'île. En février, le consensus parlementaire commence à s'effriter et Crispi se défend en faisant appel à la défense de l'unité nationale, étant donné que les rebelles ont, selon lui, des intentions séparatistes. Il se rétablit par consensus et quelques jours plus tard, il obtient à nouveau un large vote de confiance à la Chambre. Le mouvement des Fasci Siciliani est dissous en 1894 et ses dirigeants sont arrêtés. En octobre de la même année, le Parti socialiste ouvrier est également dissous.
Pour répondre à ce mouvement rural, il prévoit une réforme du système latifundiaire sicilien vers le développement de la petite et moyenne propriété agricole, mais Colajanni décline sa proposition de la porter comme ministre de l'Agriculture et le parti agrarien représentant les grands propriétaires charge le député Di Rudini de s'y opposer. Crispi imagine également une décentralisation régionale inspirée de Luigi Carlo Farini et de Marco Minghetti.

#### La crise financière, le nouveau gouvernement et l'attentat de Rome

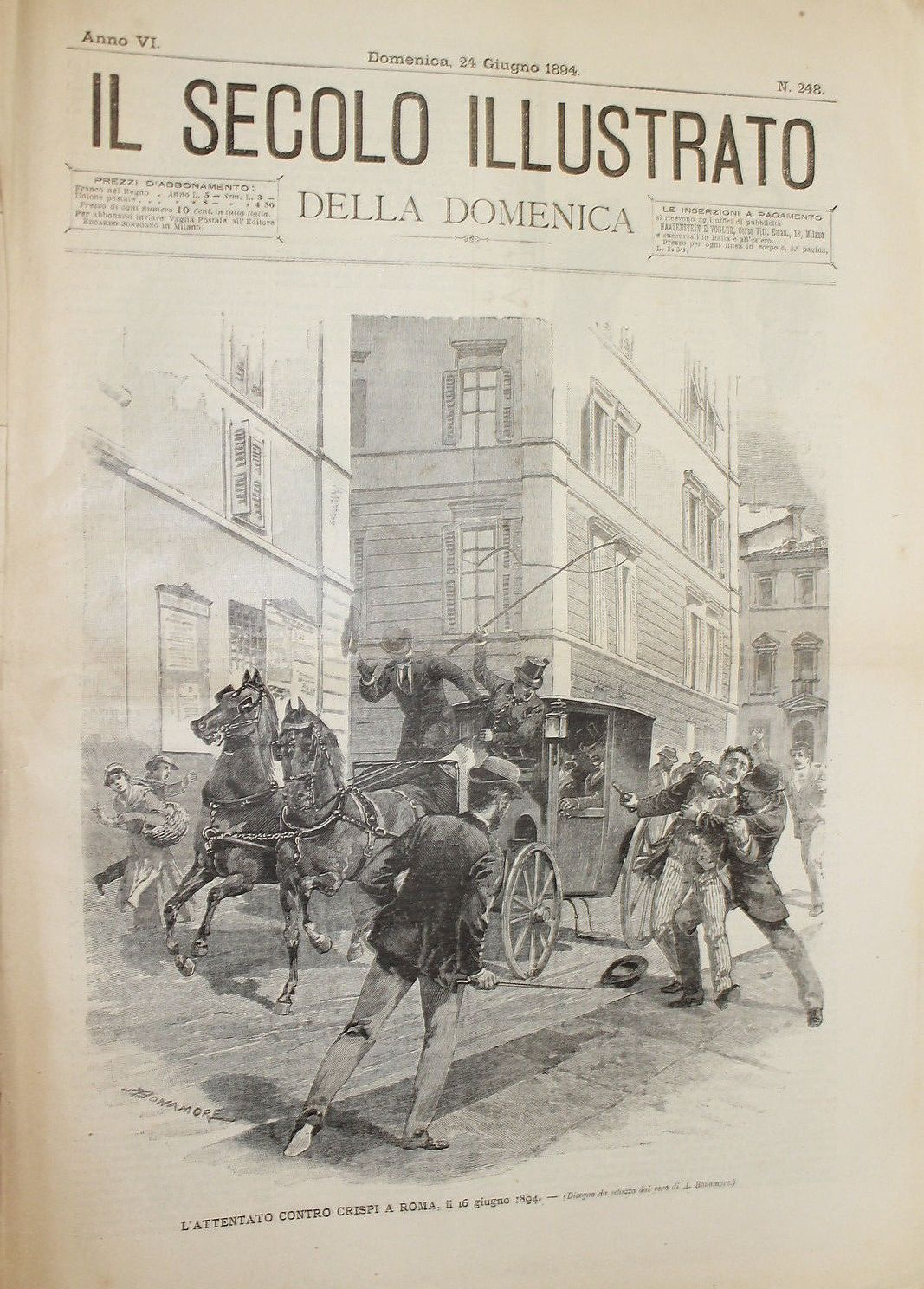
L'attentat contre Crispi le 16 juin 1894 à Rome.

Parallèlement aux événements du Faisceaux siciliens, en février 1894, le ministre des Finances Sonnino, confronté à un déficit de 155 millions de lires, établit que la réduction des dépenses publiques ne peut rapporter plus de 27 millions de lires, également parce que Crispi n'a pas l'intention de faire des économies sur les forces armées. Il a donc annoncé que les impôts devaient être augmentés. Les nouveaux impôts frapperont aussi bien les nantis, avec un impôt sur le revenu et un autre sur la terre, que les moins nantis, avec une augmentation de l'impôt sur le sel, et la bourgeoisie, avec une augmentation de l'impôt sur les intérêts des bons du Trésor.
Les propositions de Sonnino se heurtent à une opposition parlementaire farouche : les propriétaires terriens forment un blocus et, le 4 juin, la Chambre se divise en deux. Le ministre des Finances a décidé de démissionner et le lendemain, Crispi a annoncé la démission de l'ensemble du gouvernement.
Le roi, n'ayant pas d'autre choix, rend à Crispi sa tâche et, le 14 juin, présente le nouveau gouvernement avec Boselli à la place de Sonnino. Le Premier ministre a également annoncé qu'il renoncerait à l'impôt foncier. Sa position s'est améliorée, même si c'est un épisode qui a mis sa vie en danger qui lui a donné la force politique de continuer.
En effet, le 16 juin 1894, à Rome, rentrant à la Chambre après le déjeuner, Crispi est victime d'une attaque du jeune anarchiste Paolo Lega. L'attaquant a tiré d'une très courte distance, mais la balle a manqué la cible. L'ensemble du Parlement a exprimé sa solidarité avec le Premier ministre qui voit sa position considérablement renforcée. En réaction est votée une série de lois antianarchistes : trois projets de loi sont présentés le 1er juillet 1894 et entrent en vigueur le 19 juillet, renforçant les règles contre les attentats à l'explosif, étendant le recours à l'internement forcé et interdisant les associations subversives. Une autre loi, votée le 11 juillet, limite l'inscription sur les listes électorales à la capacité à lire et à écrire, démontrée devant un magistrat et un enseignant. Cette règle, redoutée par l'extrême gauche permet de radier 800 000 personnes des listes électorales, dont des professeurs d'université pourtant peu susceptibles d'être illétrés, puis convoque des élections anticipées en 1895.
Il fait également adopter la loi sur la taxe de 20 % sur les intérêts des bons du Trésor, principale mesure de la loi Sonnino. L'Italie est ainsi sortie de la crise et a ouvert la voie à la reprise économique.
Crispi déploie également une politique sociale, dont le budget grimpe à 1 % de la dépense publique italienne en 1900, contre 0,3 % en 1870 et 0,5 % en 1880, politique qui perdurera sous Giolitti jusqu'à atteindre 2,3 % de la dépense publique en 1906, sans pour autant faire naitre, comme le souhaite Crispi, une « aristocratie ouvrière » favorable à l’ordre établi contre l'émergence des aspirations marxistes.

#### Les manœuvres de Giolitti et la commission Cavallotti
Fin 1894, Giovanni Giolitti tente de discréditer Crispi en présentant au parlement des documents qui auraient dû le ruiner. Il s'agissait en fait de vieux papiers qui attestaient de prêts contractés par Crispi et sa femme auprès de la Banca Romana, ainsi que de lettres de recommandation écrites par Crispi. Documents sur lesquels aucune infraction n'a été constatée. Sur la suggestion du député Felice Cavallotti, une commission a été créée (dont Cavallotti lui-même était membre) dont le rapport a été publié le 15 décembre. Des émeutes éclatent à la Chambre et Crispi, pour défendre les institutions, soumet au Roi un décret-loi pour dissoudre le Parlement. Umberto Ier la signe et Giolitti est contraint de se réfugier à Berlin, car, son immunité parlementaire étant tombée, il risque d'être arrêté pour les 14 chefs d'accusation qui ont été retenus contre lui le 13, y compris les procès intentés par Crispi. Le 13 janvier 1895, le parlement est dissous.

#### L'occupation de Tigré et la fin de la guerre d'Érythrée

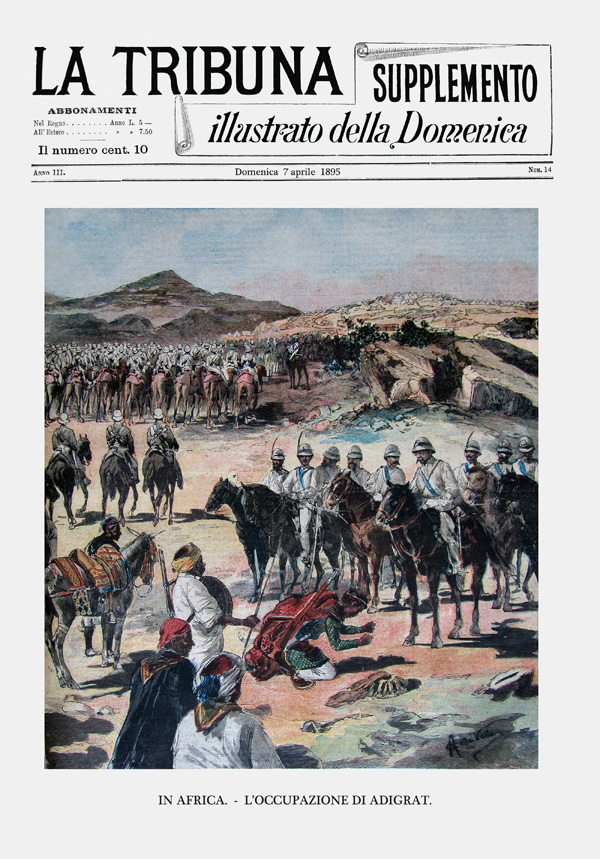
L'occupation italienne d'Adigrat dans le Tigré éthiopien fut le dernier des succès coloniaux de Francesco Crispi.

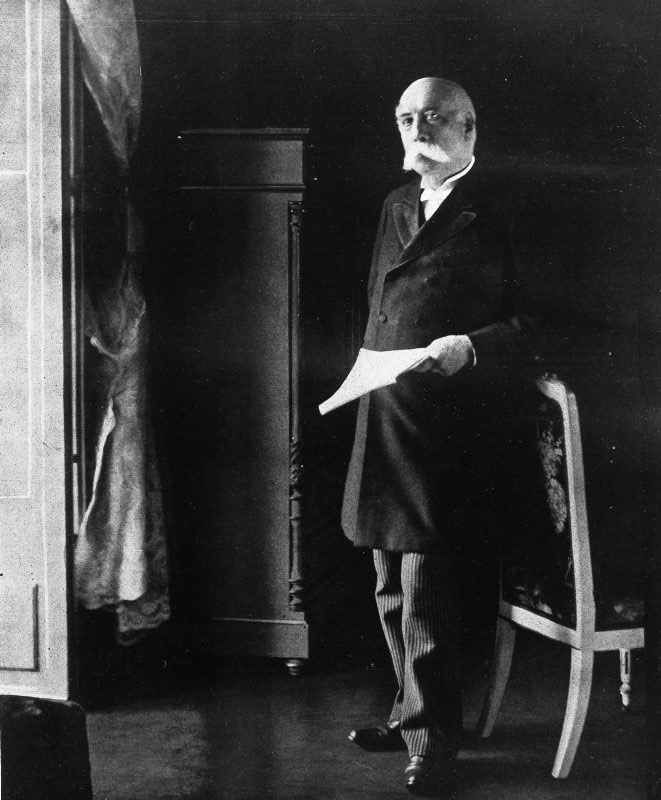
Crispi dans les dernières années de son activité politique.

En Afrique, entre-temps, devant la consolidation du pouvoir de Menelik II en Éthiopie, afin d'éviter l'avancée des derviches vers l'Érythrée, le 17 juillet 1894 Kassala (aujourd'hui au Soudan) est conquise avec une opération militaire réussie du général Oreste Baratieri.
Pendant la suspension du parlement, d'autres victoires militaires ont atténué les protestations de l'opposition. Baratieri, en infériorité numérique, bat les Éthiopiens à Halai (19 décembre 1894), Coatit (13-14 janvier 1895) et Senafé (15 janvier), se retrouvant ainsi à contrôler presque entièrement la région du Tigré. La cour est enthousiaste et Crispi, se trouvant dans une position plus forte que jamais, abandonne l'étiquette, demandant une audience au roi quand cela lui convient, s'abstenant de s'incliner et lui parlant à haute voix.
En mars, Baratieri a également occupé Adigrat et s'est ensuite dirigé vers Adoua. À ce moment-là, Crispi lui a envoyé un télégramme lui demandant d'arrêter. Le Premier ministre était en effet sur le point d'annoncer les élections et ne pouvait s'exposer financièrement au-delà des 9 millions de lires déjà alloués à la campagne militaire.
Les résultats des élections du 26 mai 1895 sont favorables à Crispi, contre lequel de nouvelles attaques et accusations d'immoralité et de bigamie sont dirigées par Cavallotti. La Chambre a dû se prononcer sur la question et a fini par voter sa confiance à une large majorité. Ayant renforcé sa position, le Premier ministre entame en septembre les grandes célébrations du 25e anniversaire de la prise de Rome, dont l'événement le plus marquant est l'inauguration, le 20, de la statue de Garibaldi sur la colline du Janicule.

#### La guerre d'Abyssinie et la défaite d'Adoua

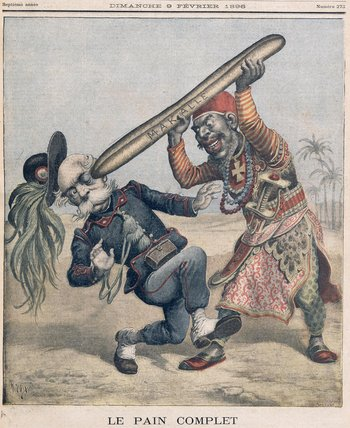
Dessin animé français avec Crispi se faisant frapper par une baguette de pain complet (les Français aidaient les Éthiopiens) nommé d'après l'échec de Macallè.

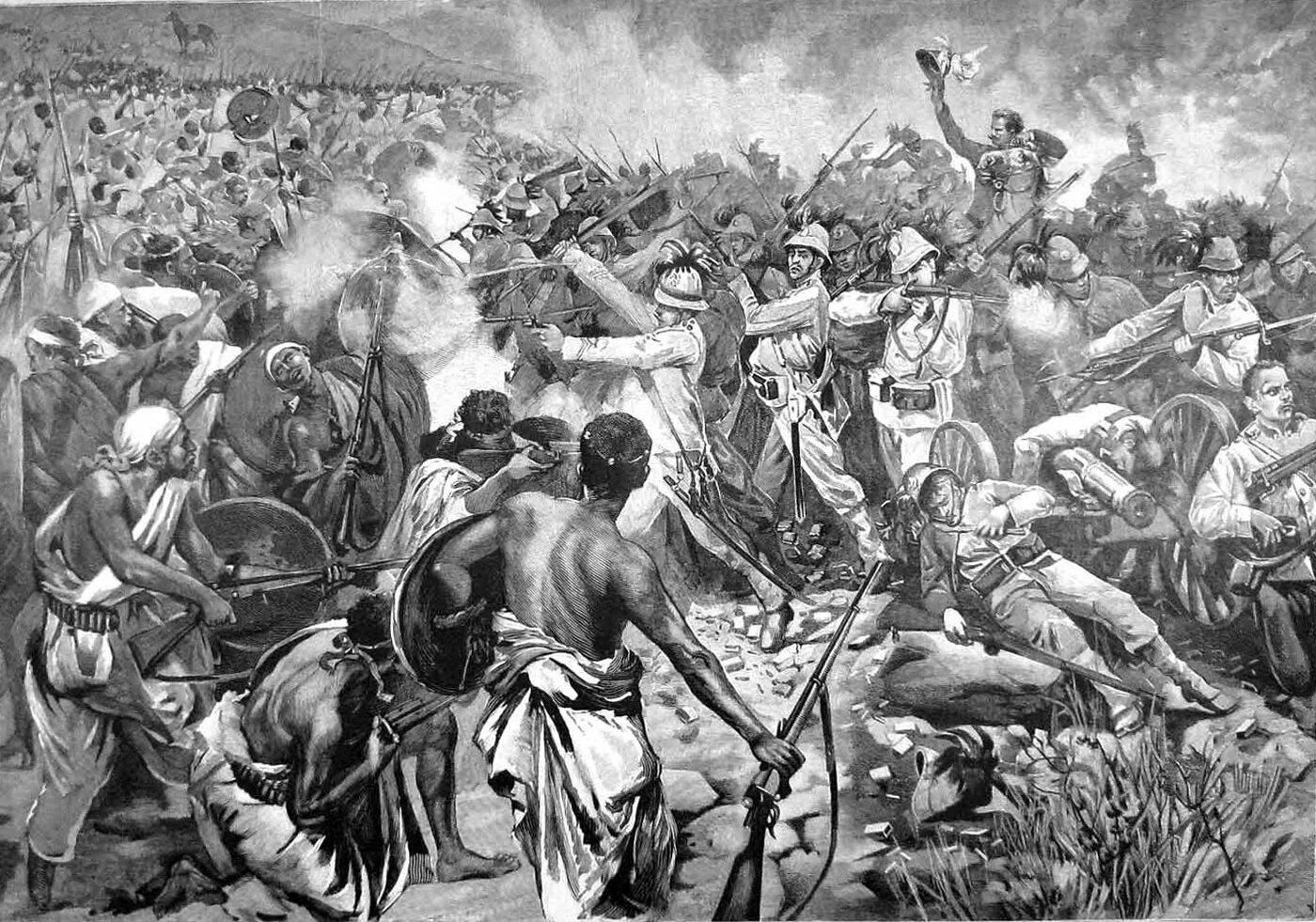
Dans la bataille d'Adoua, les forces italiennes de 17700 hommes affrontent les forces éthiopiennes de 100000 hommes. La défaite italienne est en grande partie attribuée à Crispi qui avait exercé une pression énorme sur le commandant Baratieri pour obtenir une victoire à tout prix.

Au milieu de l'année 1895, Crispi se rend compte qu'il est en difficulté sur la question coloniale : la France fournit des armes à Ménélik, et l'Allemagne et la Grande-Bretagne n'ont aucune intention d'aider l'Italie. Le retrait de Bismarck de la vie politique avait déjà affaibli la position internationale de Crispi depuis plusieurs années, et à l'automne, il était devenu clair que les Éthiopiens préparaient une offensive de grande envergure.
En décembre, un avant-poste italien sur Amba Alagi est attaqué par l'avant-garde de Menelik et anéanti. Crispi décide de remplacer Baratieri par Antonio Baldissera qui, cependant, n'a pas envie de prendre le commandement.
Le président du Conseil prépare alors un plan pour appeler 25 000 hommes supplémentaires sous les drapeaux et, face aux protestations du ministre des finances Sonnino, déclare vouloir maintenir l'armée sur la défensive. Il a présenté un projet de loi allouant 20 millions de lires supplémentaires à l'Afrique et l'a fait approuver par la Chambre. Mais le 7 janvier 1896, un autre avant-poste italien, à Mekele, est atteint et encerclé par l'armée éthiopienne, qui se rend le 22 et permet aux Italiens de se retirer.
Menelik propose d'ouvrir des négociations de paix, mais Crispi veut une victoire à tout prix. Sonnino s'oppose à la poursuite de l'offensive pour des raisons économiques et, après le conseil des ministres houleux du 8 février, il est décidé d'autoriser Baratieri à négocier avec les Éthiopiens. Pendant ce temps, des renforts continuent d'arriver en Érythrée. Malgré cela, Baratieri annonce le 20 qu'il pourrait être contraint de se retirer. À ce moment-là, Crispi, en accord avec ses ministres, décide de le remplacer par Baldissera et d'envoyer 10 000 hommes supplémentaires en Érythrée. Il propose alors d'ouvrir un second front pour détourner l'attention de Menelik de Tigré, mais Sonnino s'y oppose.
Baldissera part pour l'Afrique et, le 25 février, Crispi, qui avait exercé une pression énorme sur Baratieri au cours des semaines précédentes pour obtenir une victoire, lui envoie un télégramme dans lequel il écrit : « [...] Nous sommes prêts à faire n'importe quel sacrifice pour sauver l'honneur de l'armée et le prestige de la monarchie [...] ». Baratieri convoque un conseil de guerre le 28 février qui décide d'attaquer les forces de Menelik près d'Adoua. La bataille qui s'ensuit le 1er mars 1896 se solde par une grave défaite italienne.
Lorsque la nouvelle atteint l'Italie, il y a des émeutes, surtout en Lombardie. Dans l'après-midi du 4 mars, Crispi fait part aux ministres de sa conviction que le gouvernement doit démissionner. L'exécutif a accepté. Le lendemain, Crispi annonce à la Chambre la démission du gouvernement, acceptée par le Roi. Ces défaites affaiblissement le crédit international de l'Italie. L'essayiste Domenico Margiotta l'attaque violemment dans un pamphlet paru en 1896.

### Les derniers temps (1896-1901)

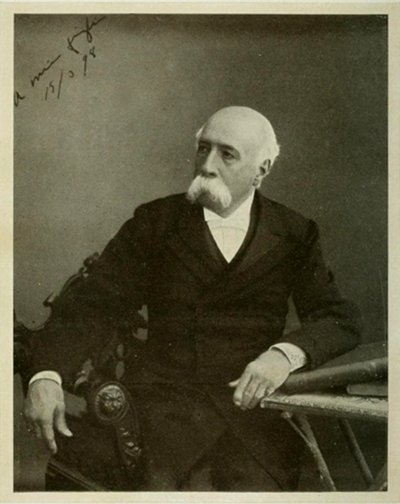
Crispi après avoir quitté la politique active, en 1898.

Dans les mois qui ont suivi la chute du gouvernement, Crispi fait l'objet de nombreuses controverses. Il est accusé d'avoir mené une politique coloniale « personnelle », de ne pas avoir évalué correctement les préparatifs et l'offensive de Menelik, d'avoir ignoré ses offres de paix et d'avoir poussé Baratieri à lancer une attaque suicidaire.
Crispi, pour sa part, est apparu calme, estimant que c'est Baratieri lui-même qui est le principal responsable de la défaite à Adoua. Cependant, les dernières étapes n'ont pas été sereines. Outre le ressentiment envers Umberto Ier qui hésite à venger la défaite, des problèmes économiques surgissent en raison des dépenses pour La Riforma, de la gestion de deux maisons et de la dot de sa fille Giuseppina. Ainsi, malgré sa fierté, il accepte une allocation annuelle du Roi.
En 1897, il est également impliqué dans le procès contre le directeur de la succursale de Bologne du Banco di Napoli, Luigi Favilla, qui a été inculpé pour détournement de fonds. Crispi avait obtenu d'importants prêts de l'accusé et était accusé de complicité pour l'avoir, en tant que Premier ministre, assuré de sa protection au cas où le caractère irrégulier de certaines transactions serait découvert. Il fait entendre les accusations par une commission de la Chambre et, en mars 1898, il est blanchi.
Il est maintenant un très vieil homme. Sa santé se détériore en 1899 lorsque sa vue baisse considérablement. La dernière apparition publique de Crispi a lieu à Rome le 9 août 1900, lors de la procession funéraire d'Umberto Ier, assassiné le 29 juillet à Monza.
Dans la nuit du 8 juillet 1901, il a une crise cardiaque et à la fin du mois, son état s'est aggravé. Le 4 août, les médecins ont ordonné qu'il ne reçoive plus de visites et le 9 août, il est tombé dans un état comateux.
Il décède à Naples le 11 août à 19 h 45, à presque 83 ans. Les funérailles ont lieu le 15 août à Palerme et son corps est enterré dans le cimetière des Capucins. Le corps est momifié par Alfredo Salafia afin de mieux le conserver. Le 12 janvier 1905, il est transféré à l'église de San Domenico où elle repose encore dans une crypte à droite de l'autel
« Avant de fermer les yeux sur la vie, je voudrais avoir le réconfort suprême de connaître la Patrie, adorée et défendue par tous ses enfants. »
(Les derniers mots de Francesco Crispi, selon divers témoignages)

## Origine albanaise
« Albanais de sang et de cœur ».
(Crispi à Girolamo De Rada, à l'occasion du congrès albanais tenu à Corigliano Calabro le 3 octobre 1895.
Francesco Crispi était fier de ses origines albanaises et aimait l'Albanie. Le nom de famille Crispi en Sicile et en Calabre est en fait un nom de famille typiquement Arbëresh, à l'origine Kryeshpi (Capocasa), plus tard italianisé. Pour l'Albanie, Crispi avait pris position en faveur de sa cause d'indépendance vis-à-vis de l'Empire ottoman. Outre diverses lettres à Girolamo De Rada, l'un des plus grands poètes albanais de l'époque, en 1887, en tant que ministre de l'Intérieur du royaume d'Italie, il envoie une obole en faveur du Ricovero degli Agricoltori invalidi de Piana degli Albanesi en Sicile, auquel le Comité promoteur télégraphie : « [...] à cette colonie se lient des liens de sang, d'illustres traditions, une histoire aussi ancienne que glorieuse de patriotisme jamais démenti et de malheurs noblement subis ».
Dans le Giornale di Sicilia du 1er janvier 1898, il est question d'une visite que Francesco Crispi voulait faire au Séminaire italo-albanais de Palerme, où il avait reçu sa première éducation, et entre autres choses, on peut lire ces déclarations de Crispi :
« Avec de nobles paroles, il a exprimé l'espoir que, le plus tôt possible, l'Albanie se débarrassera du jour musulman et a recommandé aux élèves, d'une manière spéciale, l'étude de la langue et de la littérature albanaises ; il a fait des vœux pour que finalement le gouvernement veuille établir la chaire dans l'Institut royal oriental de Naples ».

## Jugement historique
Complexe et controversée, la figure de Crispi a été célébrée pendant le fascisme en raison de l'admiration que lui portait Benito Mussolini. Plus tard, il décline en raison du jugement historique négatif d'Antonio Gramsci qui accuse Crispi d'autoritarisme, de bellicisme et d'impérialisme, ainsi que d'être le véritable précurseur du régime fasciste,.
Ce n'est que récemment que certaines études ont réévalué les mérites de Crispi, plaçant sa figure d'homme d'État, entre lumières et ombres, à juste titre parmi les protagonistes du Risorgimento et de l'Italie post-unification,.
L'historien Giorgio Scichilone a défini Crispi comme l'un de ces hommes « rares et merveilleux » (expression empruntée à Niccolò Machiavelli) qu'une époque n'est pas toujours en mesure d'exprimer : « En fait, il n'aurait pas manqué des vertus nécessaires : la passion patriotique et la perspective politique, associées à une ambition, une obstination et un cynisme peu communs. Par conséquent, en laissant de côté la rhétorique, nous pouvons finalement dire ceci à propos de Crispi : sa contribution à la construction de l'État italien a été décisive, et c'est ce qui doit lui être reconnu, net d'exaltation ou d'ostracisme contemporain et historiographique ».

## Distinctions
En 1888, Francesco Crispi avait reçu les distinctions suivantes :

### Italiennes
- Chevalier de l'ordre suprême de la Très Sainte Annonciade
- Chevalier grand-croix de l'ordre des Saints-Maurice-et-Lazare
- Chevalier grand-croix de l'ordre de la Couronne d'Italie
- Officier de l'ordre militaire de Savoie
- Médaille commémorative des Mille de Marsala
- Médaille commémorative des campagnes des guerres d'indépendance

### Etrangères
- Chevalier de l'ordre de l'Aigle noir (Empire allemand)
- Chevalier grand-croix de l'ordre du Sauveur (Grèce)
- Chevalier grand-croix de l'ordre de Saint-Étienne de Hongrie (Autriche)
- Chevalier grand-croix de l'ordre de la Tour et de l'Épée (Portugal)
- Grand officier de l'ordre national de la Légion d'honneur (France)

## Armoiries
| Image | Armoiries |
| ----- | --- |
|       | Francesco Crispi Baron, Chevalier de l'Ordre Suprême de la Sainte Annonciation Argent, châtaignier naturellement terrassé dans le vert. Derrière le bouclier se trouvent les insignes de la Santissima Annunziata. |

## Source
- (it) Cet article est partiellement ou en totalité issu de l’article de Wikipédia en italien intitulé « Francesco Crispi » (voir la liste des auteurs).